# Serena Williams
Serena Jameka Williams (Saginaw, Michigan, 1981. szeptember 26. –) négyszeres olimpiai bajnok, korábbi világelső visszavonult amerikai hivatásos teniszezőnő.
Huszonháromszor nyert egyéniben Grand Slam-tornát (Australian Open – 2003, 2005, 2007, 2009, 2010, 2015, 2017; Roland Garros – 2002, 2013, 2015; Wimbledon – 2002, 2003, 2009, 2010, 2012; 2015; 2016; US Open – 1999, 2002, 2008, 2012, 2013, 2014). Egyike azon kevés teniszezőnek, akiknek sikerült teljesíteniük az ún. „Non-Calendar Year” karrier Grand Slamet, azaz mind a négy nagy tornán diadalmaskodni (a Grand Slam az egy naptári évben elért négy győzelmet jelenti). Párosban is elérte ugyanezt nővére, Venus oldalán, mivel mindegyik tornán legalább kétszer diadalmaskodtak: összesen tizennégy Grand Slam-győzelmet arattak együtt, valamint a 2000-es sydney-i, a 2008-as pekingi és a 2012-es londoni olimpián is diadalmaskodtak női párosban. Vegyes párosban is kétszeres győztesnek vallhatja magát: 1998-ban Makszim Mirni partnereként nyert Wimbledonban és a US Openen. Összesen tehát harminckilenc Grand Slam-győzelmet aratott, amivel az örökranglistán a negyedik helyet foglalja el. Huszonhárom egyéni győzelmével holtversenyben második az örökrangsorban, és a legtöbb győzelmet szerezte az open érában.
A 2002-es Roland Garrostól a 2003-as Australian Openig négy Grand Slam-tornát nyert zsinórban („Serena Slam”), a döntőkben mindig nővérét legyőzve, ezzel ő lett Margaret Court, Steffi Graf és Martina Navratilova után a negyedik teniszező az open érában, aki mind a négy Grand Slam-torna címvédője volt egyszerre. Először fordult elő a női tenisz történetében az is, hogy ugyanaz a két játékos játsszon négy egymást követő Grand Slam-torna döntőjében. Nővérével egymás elleni mérlegük jelenleg 16–11 Serena javára (2017. január 28-án).
Négyszeres olimpiai bajnok, a 2012-es londoni olimpián egyéniben, míg 2000-ben Sydney-ben, 2008-ban Pekingben és 2012-ben Londonban párosban győzött. Öt alkalommal győzött a világbajnokságnak számító WTA Finals-tornán. A WTA-tornákon 73 egyéni és 23 páros tornagyőzelmet aratott.
Először 2002. július 8-án került a női világranglista élére, amelyen akkor 57 héten keresztül állt, majd még hét alkalommal szerezte vissza a világelsőséget, amely közül a 2013. február 18−2016. szeptember 11. közötti 186 hetes elsősége rekordnak számít. Összesen 319 héten át vezette a világranglistát.
2016. december 29-én számolt be eljegyzéséről, amely szerint vőlegénye Alexis Ohanian, a Reddit társalapítója. 2017. április 20-án bejelentette, hogy 20 hetes terhes, és a 2017-ben már nem lép pályára, de a 2018-as szezonban visszatér.
2017. november 16-án New Orleansban házasságot kötött Alexis Ohaniannel, a Reddit társalapítójával.
2022 szeptemberében a US Openen fejezte be a pályafutását.

## Magánélete

### Gyermekkora
1981. szeptember 26-án született a Michigan állambeli Saginaw-ban. Apja Richard Williams, anyja Oracene Price. Price öt gyermeke közül Serena a legfiatalabb. Féltestvérei Yetunde (1972–2003), Lyndrea és Isha Price. Édestestvére Venus Williams. Amikor a gyerekek kicsik voltak, a család a Kalifornia állambeli Comptonba költözött, s Serena itt kezdett el teniszezni 5 éves korában. Amikor Serena 9 éves volt, a Williams család Floridába költözött, ahol ő és Venus a Rick Macci által vezetett tenisz akadémiára járt. Ő fedezte fel a Williams nővérek különleges tehetségét.

### Pályán kívüli tevékenységei
2008-ban Williams segítségével megépítették a róla elnevezett középiskolát a kenyai Matooniban (Serena Williams Secondary School). A Haitin bekövetkezett természeti katasztrófa miatt 2010 januárjában Williams más női és férfi játékosokkal együtt részt vett egy jótékonysági eseményen az Australian Open kezdete előtti napon, s a teljes bevétel a földrengés károsultjaihoz került.
2011 szeptemberétől Williams az ENSZ Gyermekalapjának (UNICEF) jószolgálati nagyköveteként tevékenykedik, ezzel olyan elődök nyomdokaiba lépett, mint Audrey Hepburn, Harry Belafonte, Mia Farrow, David Beckham, Orlando Bloom és Shakira.

## Játékstílusa
Williams elsősorban alapvonal-játékos. Játékának lényege a labdamenetek azonnali irányítása, erőteljes és kiegyensúlyozott szervákkal, kemény adogatásfogadásokkal és energikus alapvonalütésekkel. Williams tenyeresét és kétkezes fonákját a legerősebb ütések között tartják számon a női mezőnyben. Agresszív játékának, kockázatos stílusának fő része a szervája. Eddigi legerősebb adogatása 128 mph (206 km/h) volt, amelyet 2010-ben a Roland Garroson ütött. Ez a szerva a második leggyorsabb a női mezőnyben 1989 óta, nővére, Venusé után. Williams nagyon jó támadójátéka mellett jó védekezéséről is híres.

## Profi karrierje

### 1995–1998 Bemutatkozó évei
Williams ITF-tornákon egyáltalán nem játszott. Első profi felnőtt versenyén 13 éves korában, 1995 szeptemberében indult el a kanadai Québecben. Itt a selejtező első fordulójában vereséget szenvedett az amerikai Annie Millertől. 1996-ban nem indult versenyeken. 1997-ben három sikertelen selejtező után feljutott a főtáblára Moszkvában, ahol az első fordulóban vereséget szenvedett.
A nagy áttörés Chicagóban jött el a számára, ahol a világranglistán 304. helyet elfoglaló Williams a főtáblán két Top 10-es játékost is legyőzött a francia Mary Pierce, majd az amerikai színekben játszó, magyar származású Szeles Mónika személyében. Végül az elődöntőben kikapott a szintén amerikai Lindsay Davenporttól. Az 1997-es évet már a legjobb 100-ban, a 99. helyen végezte.
Az első teljes szezonja az 1998-as év volt, amelyet a sydney-i tornával kezdett. A kvalifikációból indulva ezúttal legyőzte Davenportot a negyeddöntőben, de az elődöntőben kikapott a spanyol Arantxa Sánchez Vicariótól. Williams 1998-ban elindult élete első Grand Slam-versenyén, az Australian Openen (rögtön a főtáblán), ahol az első fordulóban nagy csatában legyőzte a 6. kiemelt román Irina Spirleát, majd a második fordulóban kikapott testvérétől, Venus Williamstől. Ez volt profi karrierjük első összecsapása egymás ellen.
Ebben az évben még nem sikerült egyéniben tornát nyernie. Miamiban először játszott egy világelsővel, a svájci Martina Hingisszel, akitől a negyeddöntőben nagyon szoros mérkőzésen kapott ki. Következő tornáján, Rómában szintén a negyeddöntőben szenvedett újabb vereséget Venustól. Párosban és vegyes párosban viszont jelentős sikereket ért el. A fehérorosz Makszim Mirni oldalán sikerült megnyernie a wimbledoni vegyes páros bajnokságot, majd a US Openen is diadalmaskodtak. Venus oldalán két páros versenyt is nyertek az évben, Oklahomában és Hannoverben. Serena az 1998-as évet a már legjobb húszban, éppen a 20. helyen fejezte be.

### 1999–2001 Bejutás a legjobb tízbe
1999 februárjában megnyerte élete első WTA-döntőjét Párizsban, a fináléban az Australian Open döntősét, a francia Amélie Mauresmót győzte le. Ezután tornát nyert Indian Wellsben is, ahol a győzelemhez vezető úton legyőzte Davenportot, Pierce-t és Steffi Grafot is. Miamiban ismét bejutott a döntőbe a világelső Martina Hingis legyőzésével, ahol a WTA történetének első testvérdöntőjében három szettben kikapott Venustól. Ezzel megszakadt 16 meccses győzelmi sorozata. Április 5-én debütált a legjobb 10-ben kilencedikként. A salakszezonban Serena és Venus párosban megnyerték a Roland Garrost. A US Open előtti felkészülési tornák közül Serena megnyerte a Los Angeles-i tornát, majd folytatta jó sorozatát, és megnyerte a US Opent is Kim Clijsters, Conchita Martínez, Szeles Mónika, Lindsay Davenport és Martina Hingis legyőzésével.[Videó (1)] A Williams család nagy örömére a nővérek a páros versenyt is megnyerték. A második teljes évét Serena a 4. helyen fejezte be.
A 2000-es év nem kezdődött jól Williams számára, mivel esélyesként már a negyedik körben kiesett az Australian Openen, s nem tudta megvédeni párizsi címét sem. A Roland Garrost pedig sérülés miatt hagyta ki. Wimbledonban tért vissza, ahol az elődöntőig menetelt, ott viszont ismét kikapott nővérétől, Venustól. Párosban ugyanakkor újabb sikereket ért el testvérével. Megnyerték a wimbledoni páros bajnokságot, így már csak az Australian Openen nem tudtak nyerni párosban. A US Openen nem sikerült megvédenie a címét, mivel a negyeddöntőben kikapott a második kiemelt Davenporttól. Szeptemberben Venus oldalán párosban aranyat nyertek a sydney-i olimpián. A 2000-es évet a hatodik helyen fejezte be.
A 2001-es év első két tornáján, Sydney-ben és az Australian Open egyaránt a negyeddöntőkben szenvedett vereséget a világelső Martina Hingistől. Párosban viszont Venusszal megnyerték az Australian Opent, így sikerült teljesíteniük a „Non-Calendar Year”-t párosban. Serena ezt követően márciusig nem játszott, majd másfél hónap szünet után megnyerte az indian wells-i tornát, ahol Kim Clijsterst győzte le a döntőben. Torontóban újra tornát nyert, majd a US Openen a negyedik fordulóban Justine Henint, a negyeddöntőben Davenportot, az elődöntőben pedig Hingist legyőzve bejutott a döntőbe, ahol azonban kikapott Venustól. Ezt az évet is a hatodik helyen zárta.

### 2002–2003 „Serena Slam”

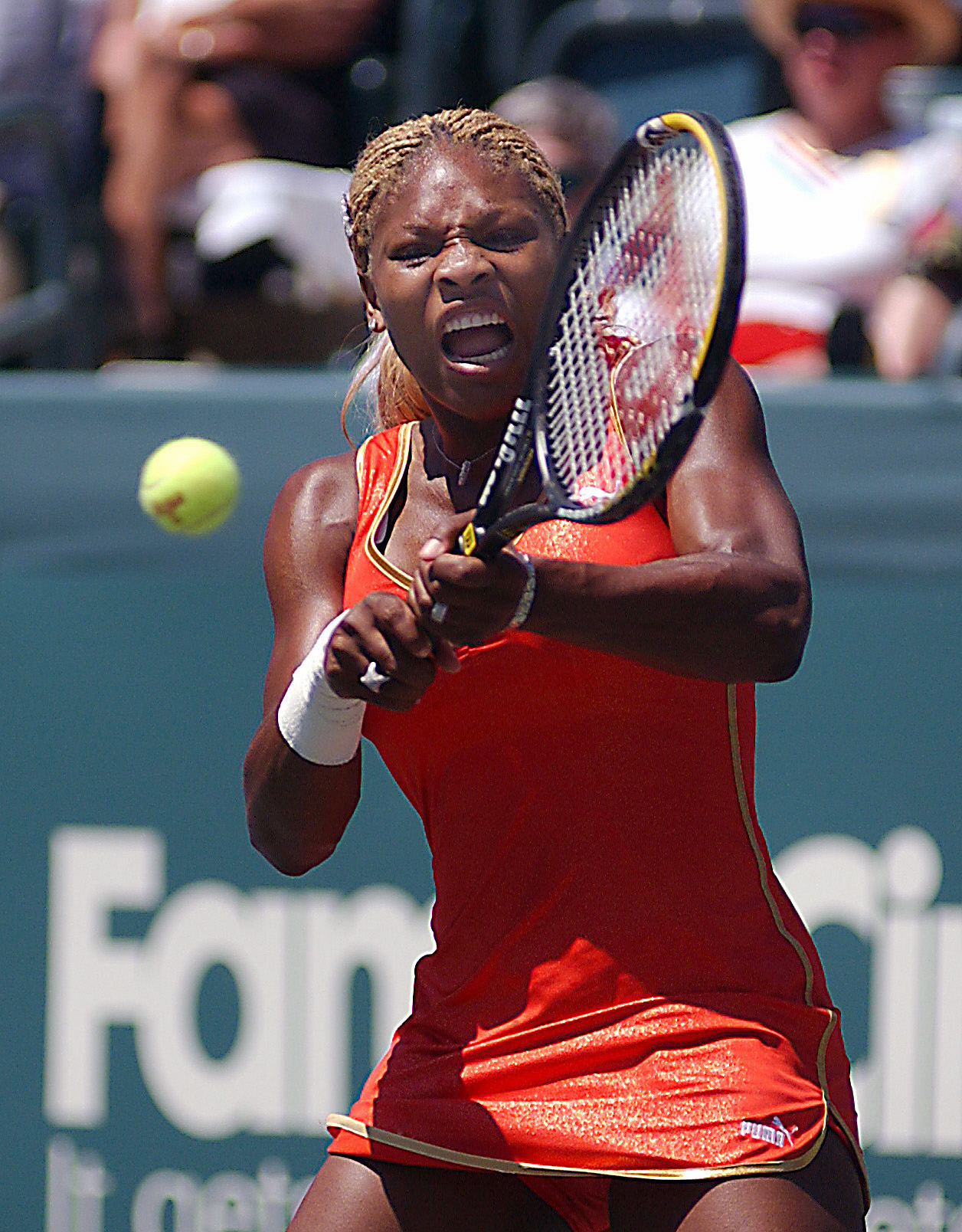
Serena fonákja Charlestonban (2002)

Williams a 2002-es év elején sérüléssel bajlódott, feladta elődöntős mérkőzését Sydneyben, majd vissza is lépett az Australian Opentől. A sérülésből visszatérve megnyerte első tornáját Scottsdale-ben, majd Miamiban is tornát nyert. Mindkét fináléban az amerikai Jennifer Capriatit múlta felül. Mivel pedig Miamiban (fordított sorrendben) legyőzte a világranglistán első Jennifer Capriatit, a második Venus Williamset és a harmadik Martina Hingist is, a női tenisz történetében ő lett a második játékos, aki ugyanazon a tornán legyőzte a világranglista első három helyezettjét (korábban Steffi Graf hajtotta ezt végre az 1999-es Roland Garroson). A salakszezon során Serena három tornán indult el a Roland Garros előtt. Charlestonban a 3. kiemeltként a negyeddöntőben kikapott Patty Schnydertől. Májusban Berlinben bejutott élete első salakos tornadöntőjébe, ahol kikapott a belga Justine Henintől. Rómában is a döntőig jutott, s ezúttal sikerült legyőznie Henint. A Roland Garros negyeddöntőjében nagyrészt francia közönség előtt legyőzte a hazai pályán játszó Mary Pierce-t, az elődöntőben Jennifer Capriatit, a döntőben pedig testvérét, Venust is.[Videó (2)]
Serena dominanciája a következő versenyén, a Wimbledonban is folytatódott. A döntőben az ekkor világelső nővérét győzte le, így először nyert Wimbledonban.[Videó (3)] Karrierje során ekkor nyert meg először szettveszteség nélkül egy Grand Slam-tornát. A 19 egymás után megnyert mérkőzésnek köszönhetően 2002. július 8-án karrierje során először a világranglista vezetője lett.
Wimbledon és a US Open között csak egy tornán indult el, de Los Angelesben a negyeddöntőben búcsúzott. A US Opent szettveszteség nélkül nyerte meg, a döntőben nővérét, Venust győzte le. [Videó (4)]Ezzel 2002-ben sorozatban három Grand Slam-tornát nyert meg. Az év végét világelsőként zárta.
2003 első versenye Serena számára az Australian Open volt. Az elődöntőben óriási csatában győzte le Kim Clisjterst: a harmadik szettben 2-5-ös vesztésre állt, két meccslabdát is hárított, mégis megnyerte a mérkőzést, és bejutott a döntőbe, ahol Venus volt az ellenfele. A döntőt nagy csatában megnyerte[Videó (5)], ezzel a hatodik női teniszezővé vált, akinek sikerült a „Career Grand Slam”, azaz egymás után megnyerte mind a négy Grand Slam-tornát (rajta kívül ez csak Billie Jean Kingnek, Margaret Courtnak, Chris Evertnek, Martina Navratilovának és Steffi Grafnak sikerült). A páros döntőt is a Williams nővérek nyerték, megszerezve hatodik páros bajnoki címüket is a Grand Slam-tornákon.
Serena ezután folytatta jó sorozatát. Az elkövetkező három versenyéből kettőt megnyert (Miami, Párizs), és a harmadikban is csak a döntőben kapott ki (Charleston). Rómában az elődöntőben kapott ki. A Roland Garroson nem sikerült megvédenie címét, mivel az elődöntőben kikapott a későbbi győztestől, Justin Henintől. A júniusban kezdődő wimbledoni tornát viszont megnyerte, az elődöntőben Henint, a döntőben pedig testvérét, Venust legyőzve.[Videó (6)] Ebben az évben ez volt az utolsó tornája. Térdsérülés miatt visszalépett a US Opentől is. Augusztusban elvesztette a világelsőséget is 57 egymást követő hét után. Ekkoriban magánéletében tragédia érte, mivel 2003. szeptember 14-én megölték féltestvérét, Yetunde Price-t.

### 2004–2006 Sérülések és váratlan eredmények
Williams térdsérülésének és valószínűleg Yetunde halálának következtében visszalépett a 2004-es Australian Opentől, és számos egyéb kisebb tornától is. Márciusban tért vissza. Első versenye a kemény pályás miami torna volt, ahol a nyolcaddöntőben legyőzte például a nem egészen 17 éves Marija Sarapovát is, a döntőben pedig felülmúlta a szintén orosz Jelena Gyementyjevát. Ezzel sorozatban harmadszorra nyerte meg ezt a tornát.
A salakszezonban összesen négy tornán indult el, de jelentős sikert egyiken sem ért el, s a Roland Garroson is a negyeddöntőben esett ki. A 2001-es wimbledoni teniszbajnokság után így először kapott ki egy Grand Slam-tornán az elődöntő előtt. Wimbledonban a döntőben kikapott a fiatal orosz tehetségtől, Marija Sarapovától. Ezt követően 1999 után ismét a legjobb tízen kívülre került a világranglistán.
Bal térdének sérülése miatt kihagyta az athéni olimpiát is. Az év hátralévő versenyei közül csak egyet nyert meg Pekingben, legyőzve a korábbi bajnokot, az orosz Szvetlana Kuznyecovát. Az évet a 7. helyen zárta. 2001 óta először fordult elő vele, hogy nem nyert Grand Slam-tornát az adott szezonban.
2005-ben azonban megnyerte a Australian Opent, másodszor pályafutása során. A döntőben a világelső Lindsay Davenportot győzte le három szettben.[Videó (7)] Az Ausztráliában aratott győzelem után sérülések hátráltatták, még a Roland Garrostól is visszalépett. Wimbledonban a harmadik körben, a US Openen a negyedik körben búcsúzott. Tizenegyedikként volt rangsorolva az év végén, így 1998 óta először először zárta az évet a legjobb tízen kívül.
2006-ban csupán négy tornán indult el. Az Australian Openen a harmadik fordulóban búcsúzott. Legközelebb csak júliusban lépett pályára, mivel visszalépett a Roland Garrostól, Wimbledontól és több egyéb tornától is, emiatt április 10-én kiesett a legjobb 100-ból. Júliusban már csupán a 139. volt a ranglistán, de az évet végül kilencvenötödikként zárta, mert Cincinnatiben és Los Angelesben is az elődöntőig jutott, a US Openen pedig a negyedik körben esett ki.

### 2007–2008 Vissza a legjobb tízbe

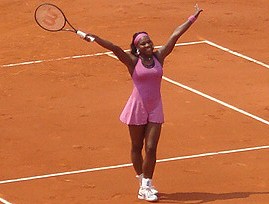
Gyinara Szafina legyőzése utáni öröme (2007-es Roland Garros – negyedik forduló)

A 2007-es Australian Openen Williams nem kiemeltként indult el, mivel 81. volt a ranglistán. A harmadik körben nagy csatában verte az orosz Nagyja Petrovát, a negyedik körben Jelena Jankovićot búcsúztatta, a negyeddöntőben 3–6, 6–2, 8-6-ra győzte le az izraeli Sahar Peért, az elődöntőben két szettben múlta felül a cseh Nicole Vaidišovát, majd a döntőben simán verte az első kiemelt Marija Sarapovát.[Videó (8)] Nyolcadik Grand Slam-győzelmét testvérének, Yetunde-nek ajánlotta.

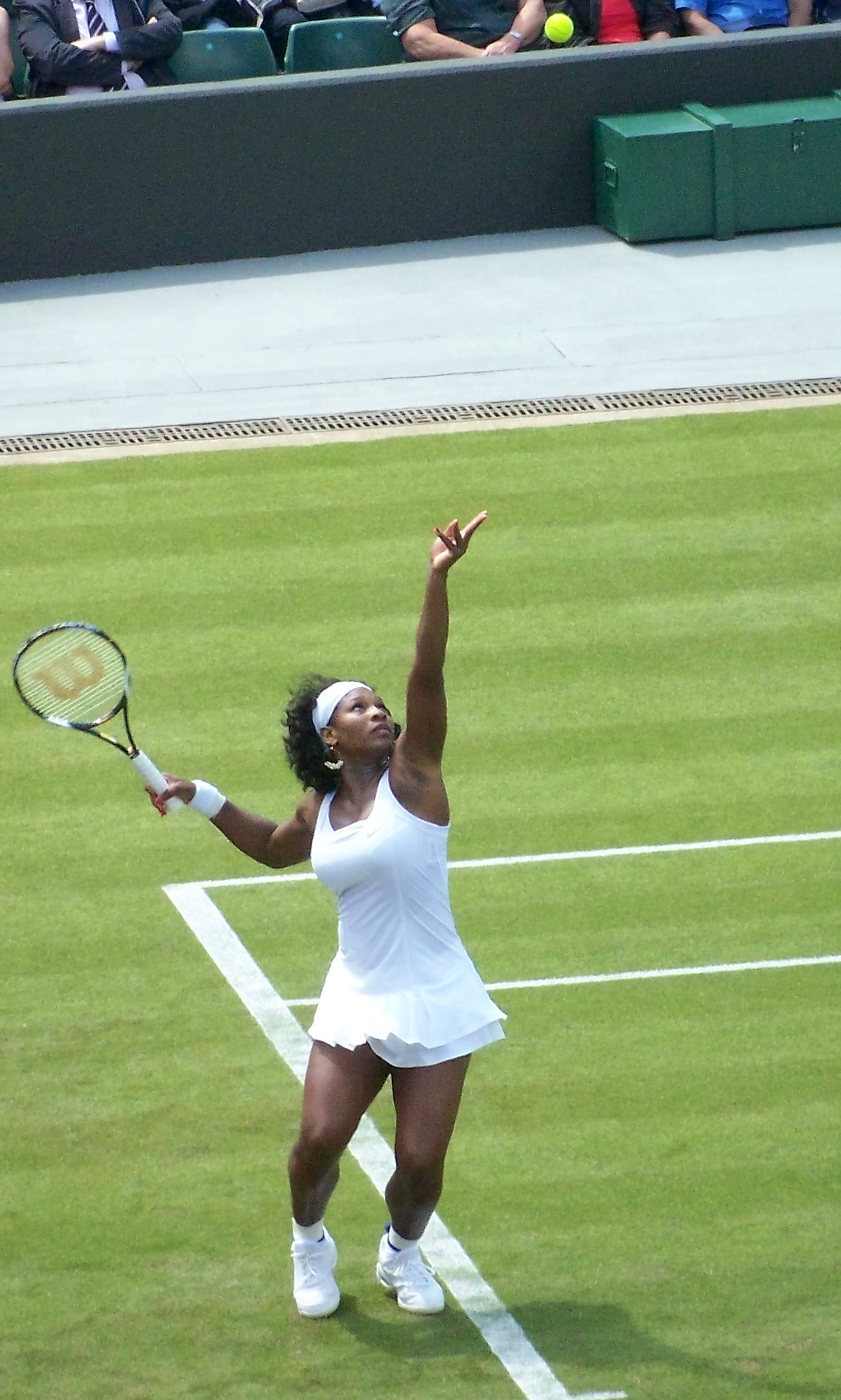
Williams szervál az észt Kanepi ellen a 2008-as wimbledoni bajnokságon

Miamiban folytatódott a szezonja, ahol döntőben legyőzte Justine Henint. A következő néhány hónap nem sikerült olyan jól Williams számára, mivel tornát nem sikerült nyernie, s Roland Garroson, Wimbledonban és a US Openen is a negyeddöntőben búcsúzott. Mindháromszor az ekkoriban világelső Justin Henintől kapott ki. Az év végén sérülések hátráltatták, két mérkőzését is fel kellett adnia. A 2007-es év végén újra a legjobb tízben volt, hetedikként fejezte be ezt az évet.
2008-ban az Australian Open hetedik kiemelt volt Williams, de már a negyeddöntőben kikapott a világranglista negyedik helyén álló Jelena Jankovićtól. Az elkövetkező három versenyét viszont megnyerte (Bengaluru, Miami, Charleston). A Roland Garroson ötödik kiemelt létére elég korán búcsúzott, mert meglepetésre a harmadik fordulóban vereséget szenvedett a szlovén Katarina Srebotniktól. Wimbledonban ismét jó formában játszott, mivel a harmadik körben legyőzte például a korábbi wimbledoni bajnokot, Amélie Mauresmót, s végül bejutott a döntőbe is, de ott kikapott nővérétől, Venustól. A Williams testvérek ezen a tornán párosban újabb Grand Slam-trófeát szereztek.
A 2008-as pekingi olimpián Williams kikapott a későbbi győztes Jelena Gyementyjevától a negyeddöntőben. Párosban testvérével ugyanakkor megnyerték második olimpiai aranyukat. A döntőben a spanyol Anabel Medina Garrigues és Virginia Ruano Pascual alkotta duót győzték le. Az olimpia után Serena szettveszteség nélkül megnyerte a US Opent, a döntőben a szerb Jelena Jankovićot győzte le.[Videó (9)] A világranglistán másodikként zárta az évet négy tornagyőzelemmel. 2003 óta ez volt a legjobb szezonja.

### 2009 Újra világelső

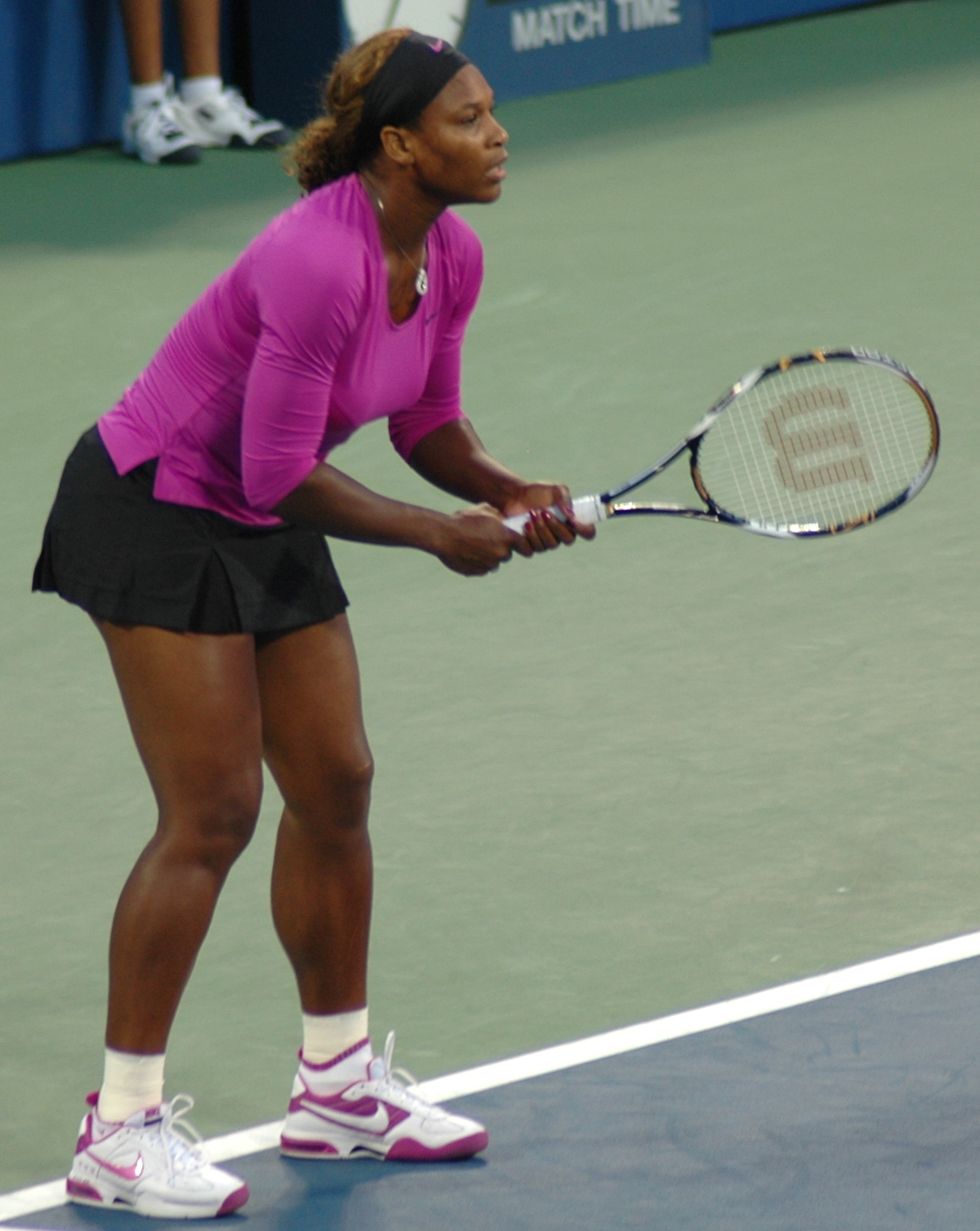
Serena fogad (US Open – 2009)

A 2009-es évet Sydney-ben kezdte, ahol első kiemelt volt. A negyeddöntőben nagy csatában, meccslabdáról fordítva győzte le a későbbi világelső dán Caroline Wozniackit. Ezt követően kikapott az olimpiai aranyérmes Jelena Vjacseszlavovna Gyementyjevától az elődöntőben. Az Australian Openen második kiemeltként megnyerte a tornát, a döntőben az orosz Gyinara Szafinát győzte le.[Videó (10)] Ezzel az újabb Grand Slam-győzelemmel újra világelső lett. Párosban Venusszal is megnyerték a tornát.
Februárban Dubajban az elődöntőben szenvedett vereséget testvérétől, majd egy hónappal később, Miamiban visszavágott neki, szintén az elődöntőben, a döntőben viszont simán kikapott a fehérorosz Viktorija Azarankától. A Roland Garros előtt három tornán indult el, meglepetésre mindhármon az első fordulóban kikapott. A Roland Garroson a 2. kiemelt volt, ahol a negyeddöntőben óriási csatában kikapott a későbbi győztestől, az orosz Szvetlana Kuznyecovától. Wimbledonban az elődöntőben meccslabdáról fordított Jelena Gyementyjeva ellen, s 6–7(4), 7–5, 8–6-ra nyerte meg a mérkőzést. A döntőben nővérét, a harmadik kiemelt Venust győzte le két szettben.[Videó (11)] Ez volt tizenegyedik egyéni Grand Slam-győzelme.
A US Open előtti felkészülési versenyeken legjobb eredménye a torontói elődöntő volt, ahol ismét Gyementyjeva győzte le. A US Openen második kiemeltként volt rangsorolva. Az elődöntőben a 2009-ben visszatérő belga Kim Clijsters volt az ellenfele. A mérkőzést a kiválóan játszó Clijsters nyerte, bár nem viharok nélkül. Serena Williams ugyanis döntő fontosságú pillanatban, az első szett elvesztése után a második játszmában, 5–6, 15–30-as állásnál második szervát ütött, de a vonalbíró lábhibát – ezzel pedig kettős hibát – ítélt. Clijsters így meccslabdához jutott, mire Williams hevesen reklamálni kezdett, egészen addig, amíg pontbüntetést nem kapott, ezzel pedig a belga játékosnak nem is kellett teniszeznie az utolsó pontért, megnyerte az elődöntőt. Párosban nővérével, Venusszal megnyerték a viadalt.
Williams két tornán indult csak el a US Open után. Pekingben gyors vereséget szenvedett, viszont az év utolsó versenyét, az évadzárót dohai vébét megnyerte. A csoportkörök során legyőzte Venus Williamset, Jelena Gyementyjevát és Szvetlana Kuznyecovát is. Az elődöntőben a második szettben Caroline Wozniacki feladta ellene a találkozót. A döntőben ismét nővérével játszott, akit két szettben legyőzött. Karrierje során második alkalommal végezte az évet világelsőként, 16 tornán indult az évben. Párosban a második helyen végeztek Venusszal, habár csak hat tornán indultak az évben.

### 2010 Dominanciája folytatódik a női mezőnyben

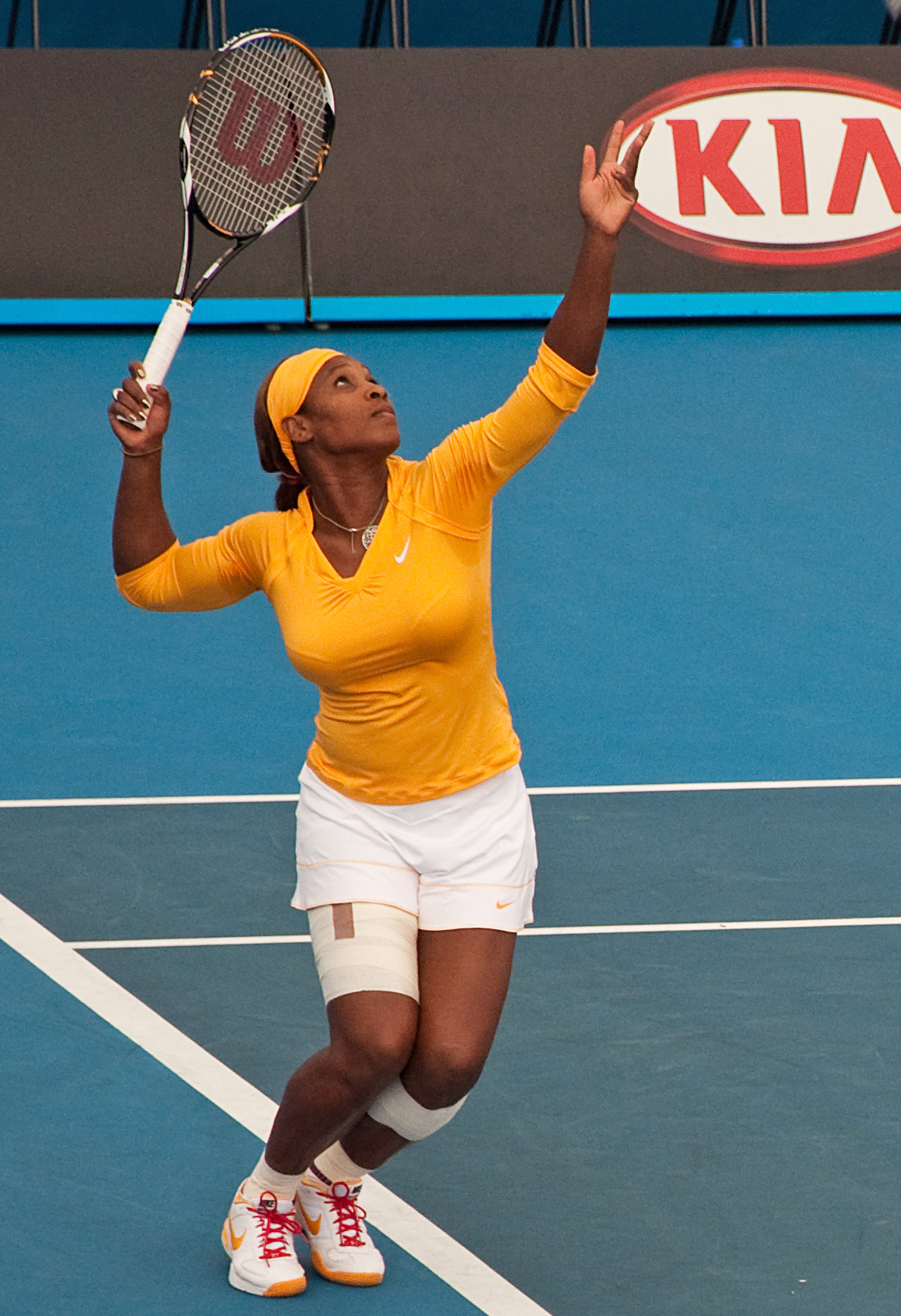
Serena szervája a 2010-es Australian Openen

Első tornáját Sydney-ben játszotta, ahol a döntőben kikapott a címvédő Jelena Gyementyjevától. Az Australian Openre címvédőként érkezett, egyéniben és párosban is. Egyéniben a negyeddöntőig úgy menetelt Serena, hogy egyszer vesztette el csak az adogatását. A negyeddöntőben a fehérorosz Azarankát győzte le hatalmas csatában 4–6, 7–6(4), 6–2-re szett- és brékhátrányból megfordítva a mérkőzést. Az elődöntőben a 16. kiemelt kínai Li Nán kerekedett felül. A döntőben a visszatérő belga Justine Henint győzte le 6–4, 3–6, 6–2-es arányban.[Videó (12)] Nővérével párosban is sikerült megvédeniük címüket, a döntőben a Huber–Black-duót győzték le.
Ezután sérülésének következtében több, mint három hónapot kihagyott Serena, öt tornától visszalépett. Május elején tért vissza, a salakpályás szezon első nagy tornáján, Rómában, ahol az elődöntőben a szerb Jelena Jankovićtól kapott ki három szettben úgy, hogy meccslabdája is volt. A következő versenyen, Madridban a 2. fordulóban játszotta élete leghosszabb mérkőzését. Ellenfele az orosz Vera Dusevina volt, s a mérkőzés 3 óra 26 percen át tartott. A harmadik fordulóban kikapott Nagyja Petrovától. Párosban Venusszal viszont sikerült megnyerniük a madridi versenyt.
A Roland Garroson a negyeddöntőben kapott ki a későbbi döntős Samantha Stosurtól. Williamsnek meccslabdája is volt a döntő szettben, de ezt nem sikerült kihasználni, végül 8–6-ra Stosur nyerte a harmadik szettet. Így 2003 óta ezúttal sem sikerült túljutnia a negyeddöntőn itt Párizsban. Párosban viszont újabb sikert értek el Venusszal, megnyerték a páros bajnokságot, ezzel karrierjük során először a világranglista élére álltak párosban.
Wimbledonban a döntőben az orosz Vera Zvonarjovát győzte le, s szettveszteség nélkül nyerte meg a tornát.[Videó (13)] Párosban címvédők voltak nővérével, de a negyeddöntőben kikaptak a Zvonarjova–Vesznyina-duótól.
Július 7-én Münchenben, egy étteremben Williams törött üvegbe lépett. Tizennyolc öltéssel varrták össze az ujját, de az elkövetkező napokban egy barátságos mérkőzésen részt vett Zürichben, ahol vereséget szenvedett a belga Kim Clijsterstől. A mérkőzésen rekordszámú közönség vett részt, összesen 35 681-en figyelték a két teniszcsillag bemutató mérkőzését. Lábsérülése két műtéti beavatkozást is igényelt és ez megakadályozta, hogy 2010-ben újra pályára léphessen. 2010. október 11-én elvesztette a világelsőségét is. A szezon végén negyedikként rangsorolták, annak ellenére, hogy csak 6 tornán indult. Párosban tizenegyedikként zárta az évet, pedig csupán négy tornán indultak Venusszal.

### 2011 Visszatérés sérülése és egészségügyi problémái után

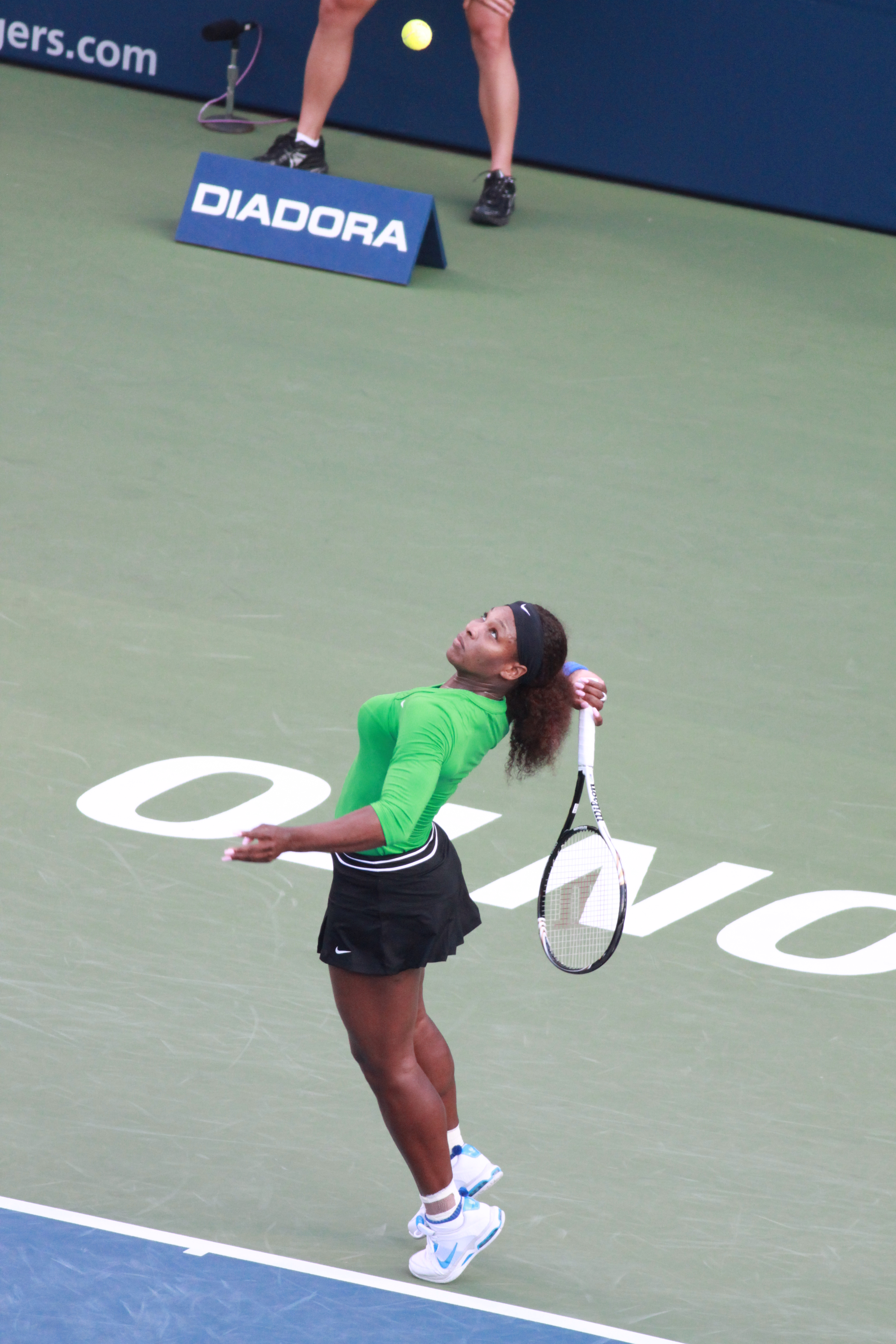
Sikeres torontói szereplés 2011-ben – Williams szervál

A lábsérülésből való rehabilitációja miatt visszalépett az Australian Opentől. Kiesett a legjobb tízből, ezzel legalacsonyabb helyezését érte el 2007 márciusa óta. 2010. március 2-án szóvivője bejelentette, hogy Williams tüdőembóliát kapott. A kórházi ápolás után hazatért, és otthon lábadozott.
Serena majdnem egy év kihagyás után, Wimbledon előtt egy héttel tért vissza a pályára. Eastbourne-ben az első fordulóban legyőzte a bolgár Cvetana Pironkovát, majd a második körben kikapott Vera Zvonarjovától. Következő tornája a wimbledoni bajnokság volt, ahol címvédőként indult el. Ranglistás helyezése (25.) ellenére a szervezők az első 8 kiemelt közé rangsorolták. Az első fordulóban a francia Aravane Rezaï volt az ellenfele, akit 6–3, 3–6, 6–1-re legyőzött. A második fordulóban felülmúlta a román Simona Halepet is 3–6, 6–2, 6–1-re. A harmadik fordulóban 6–3, 6–2-re győzte le az orosz Marija Kirilenkót. Williams számára a 11 hónapos kihagyás után a wimbledoni negyedik forduló volt a végállomás, ahol kikapott a francia Marion Bartolitól két játszmában. A sikertelen címvédés következtében Williams nagyon visszaesett a ranglistán, egész a 175. helyig.
Egy hónappal később, Stanfordban játszotta harmadik tornáját. Mivel a 169. volt a világranglistán, nem volt kiemelt, de így is döntőbe jutott. A harmadik fordulóban simán legyőzte Marija Sarapovát (6–1, 6–3). Az elődöntőben a német Sabine Lisickit verte 6–1, 6–2-re, aki pár héttel korábban elődöntős volt Wimbledonban. A döntőben a francia Marion Bartoli volt Serena ellenfele, akinek sikerült visszavágnia a wimbledoni vereségért, s 7–5, 6–1 arányban megnyerte a meccset, s vele a stanfordi tornát. A 2010-es wimbledoni bajnokság óta, több mint egy év után először nyert tornát Williams.
A következő tornája a torontói Rogers Cup volt, ahova a stanfordi győzelemnek köszönhetően már a legjobb 100 tagjaként érkezett. Az első két fordulóban két szettben verte az ukrán Aljona Bondarenkót és a német Julia Görgest. A következő két fordulóban csak három szettben tudott nyerni, legyőzve a kínai Cseng Csiét és a cseh Lucie Šafářovát. Az elődöntőben a negyedik kiemelt Viktorija Azarankát verte sima két szettben 6–3, 6–3-ra, a döntőben pedig az ausztrál Samantha Stosurt győzte le 6–4, 6–2-re. Ezzel sorozatban két tornát nyert egymás után, s ez volt karrierje 39. tornagyőzelme. Cincinnatiben sikerrel vette az első fordulót, a másodikban viszont már nem állt ki Stosur ellen, sérülésre hivatkozva visszalépett a tornától.
A két tornagyőzelemnek köszönhetően a ranglistahelyezése már elég volt a kiemeléshez (28.) a US Openen, ahol 2009 után játszott újra először. Az első fordulót nagyon könnyen nyerte meg a szerb Bojana Jovanovski ellen 6–1, 6–1-re. Ezzel a győzelemmel 45–0-ra javította a Grand Slam-tornákon játszott első fordulós mérkőzéseinek arányát, vagyis eddig még soha nem kapott ki egy Grand Slam-torna első körében. A második fordulóban a holland Michaëlla Krajiceket győzte le 6–0, 6–1-re, majd a harmadik körben a világranglistán ötödik, itt negyedik kiemelt Viktorija Azarankát 6–1, 7–6(5)-ra. A következő mérkőzésén a korábbi Roland Garros-győztes Ana Ivanovićot búcsúztatta 6–3, 6–4-gyel, majd a 17. kiemelt Anasztaszija Pavljucsenkovát 7–5, 6–1-gyel a negyeddöntőben. A döntőbe jutásért a világelső Caroline Wozniackival kellett megvívnia, és sima két szettben 6–2, 6–4-re őt is legyőzte. A döntőben viszont meglepetésre az ausztrál Samantha Stosur nyert 6–2, 6–3-as arányban. Serena számára ez volt a 2011-es év utolsó WTA-mérkőzése. Visszalépett a tokiói és pekingi versenytől is. A 2011-es évet tizenkettedikként zárta.

### 2012 Karrier Golden Slam
Serena a 2012-es évet nem Sydney-ben kezdte (ahol általában szokta, ha nem sérült), hanem Brisbane-ben, amelyet az év első hetén rendeztek. Williams négy hónapos kihagyás után, a US Open óta először lépett pályára. Az első fordulóban könnyed győzelmet aratott a dél-afrikai Chanelle Scheepers ellen. A második fordulóban egy gémre volt a győzelemtől, amikor kifordult bokája és orvosi kezelésre szorult. Habár a mérkőzést megnyerte a szerb Bojana Jovanovski ellen, sérülése miatt a versenyt nem tudta folytatni, így visszalépett a tornától.
Williams második tornája az évben az Australian Open volt. Tizenkettedik kiemeltként az első három fordulót sikerrel vette. Legyőzte az első fordulóban az osztrák Tamira Paszeket 6–3, 6–2-re, a második fordulóban a cseh Barbora Strýcovát 6–0, 6–4-re, a harmadik fordulóban pedig Arn Grétán kerekedett felül 6–1, 6–1 arányban. A negyedik fordulóban óriási meglepetésre az orosz Jekatyerina Makarova sima két szettben legyőzte Williamset, 6–2, 6–3 arányban. Williams Andy Roddickkal indult volna vegyes párosban, de Roddick sérülése miatt kénytelenek voltak visszalépni, még mielőtt elkezdődött volna az első forduló.
Februárban két mérkőzést játszott a fehéroroszok ellen a Fed-kupában, ahova több év után tért vissza. Két győzelmével segítette az amerikai csapatot a fehéroroszok legyőzésében.
Serena márciusban tért vissza Miamiban, ahol utoljára 2009-ben lépett pályára. Az első három mérkőzését sima két szettben megnyerte. Első mérkőzésén a kínai Csang Suaj ellen diadalmaskodott, majd legyőzte a 21. kiemelt olasz Roberta Vincit 6–2, 6–1-re, a negyedik fordulóban pedig Samantha Stosuron is két játszmában kerekedett felül 7–5, 6–3 arányban. A negyeddöntőben azonban nem sikerült folytatni jó szereplését. Az egykori világelső Caroline Wozniacki állította meg 6–4, 6–4 arányban.
Williams következő tornája a charlestoni zöld salakos premier torna volt. Ezen a versenyen Serena utoljára 2008-ban vett részt, akkor tornagyőztesként hagyta el a várost. Az első fordulóban kiemeltként nem kellett játszania. A második fordulóban azonban a 2011-ben döntős, Jelena Vesznyinya volt az ellenfele, akit 6–3, 6–4 arányban legyőzött. A harmadik körben a 17. kiemelt Marina Eraković 6–2, 6–2-es legyőzése után a negyeddöntőben Sabine Lisicki volt az ellenfele, akinek az első szettben megsérült a bokája, ezért kénytelen volt feladni a mérkőzést Williams 4–1-es vezetésénél. Az elődöntőben a második kiemelt Samantha Stosur ellen kellett játszania Serenának, aki a negyeddöntőben legyőzte Serena testvérét, Venus Williamst, így megakadályozta a Williams lányok egymás elleni elődöntőjét. Serena azonban kiváló játékkal legyőzte az ausztrált, a mérkőzés során csak két gémet engedélyezett neki és így az eredmény 6–1, 6–1 lett. A döntőben Williams folytatta menetelését és nagyon simán legyőzte Lucie Šafářovát 6–0, 6–1 arányban. Ezzel megszerezte 40. tornagyőzelmét és a kilencedik helyre lépett előre a ranglistán.
Williams újabb Fed-kupa szereplésével hozzásegítette az amerikaiakat a világcsoportba való visszakerüléshez a jövő évtől. Serena az ukránok ellen salakon két győzelmet szerzett, mivel legyőzte Leszja Curenkót és Elina Szvitolinát is sima két szettben.
Az európai salakszezont a madridi kék salakos versenyen kezdte Williams. Az első fordulóban legyőzte az orosz Jelena Vesznyinyát 6–3, 6–1-re, majd Anastaszija Pavljucsenkovát szintén két szettben, 6–2, 6–1-re. A harmadik fordulóban a korábbi világelső Caroline Wozniacki ellen három szettre kényszerült, de az elvesztett első szett után simán megnyerte a mérkőzést 1–6, 6–3, 6–2 arányban. A negyeddöntőben lenyűgöző játékkal győzött az orosz Marija Sarapova ellen 6–1, 6–3 arányban. Az elődöntőben a selejtezőből menetelő cseh Lucie Hradecká volt az ellenfele. A mérkőzést 7–6(5), 6–0-ra nyerte meg. A döntőben esélyt sem adva legyőzte a világelső Viktorija Azarankát 6–1, 6–3 arányban és megnyerte a tornát. Madridi győzelmével feljött a 6. helyre a ranglistán.
A salakszezont a madridi torna utáni héten, Rómában, immár vörös salakon folytatta. Az első fordulóban legyőzte a kazah Galina Voszkobojeva, majd az orosz Nagyezsda Petrovát és a spanyol Anabel Medina Garriguest. A hazai pályán szereplő Flavia Pennetta azonban a negyeddöntőben csuklósérülés miatt feladta a mérkőzést, így Williams 4 lejátszott játék utána elődöntőbe került. A kínai Li Na elleni elődöntőtől azonban hátsérülés miatt Serena visszalépett a mérkőzés előtt, bár a madridi és római torna 2 hete alatt lejátszott 10 mérkőzés is lehet, hogy közrejátszott a visszalépésben.
A Roland Garrosra Williams nagy favoritként érkezett, mivel a salakszezonban nagyon meggyőző játékot mutatott. Az első fordulóban azonban óriási meglepetésre a francia Virginie Razzano legyőzte az ötödik kiemelt Williamset, aki két labdára is volt a győzelemtől a második szettben. A döntő szettben Serena hét mérkőzéslabdát is hárított, de a mérkőzés végeredménye végül 6–4, 6–7(5), 3–6 lett Williams szempontjából. Williams az 1999-es Ausztrál Open óta először indult vegyes párosban. Partnere az amerikai Bob Bryan volt, de a torna vegyes párosban is hamar véget ért számukra, miután 7–5, 3–6, [10–6] arányban alulmaradtak az argentin Dulko–Schwank-duó ellen.

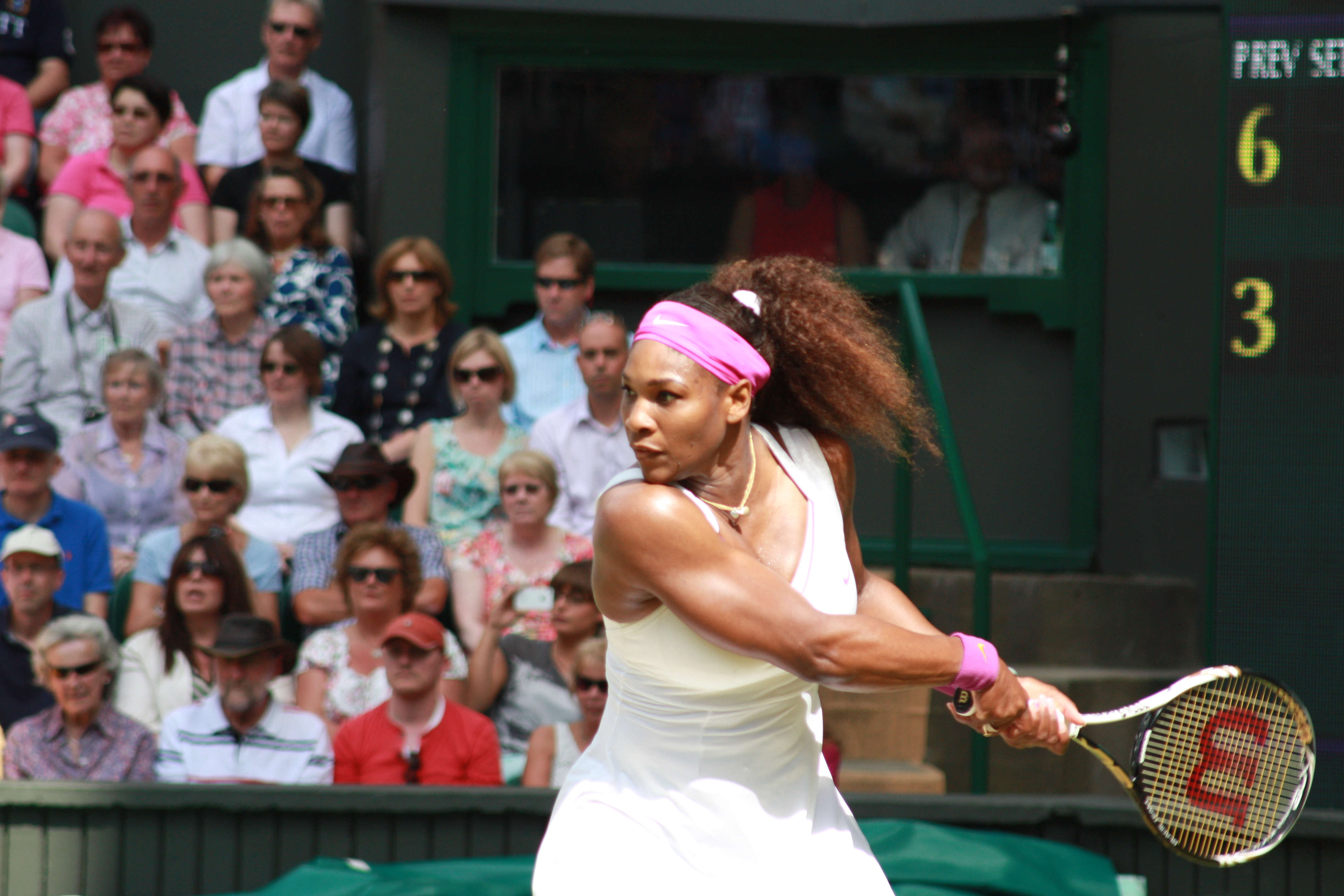
Serena fonákja az Azaranka elleni mérkőzésen Wimbledonban

Williams következő versenye wimbledoni teniszbajnokság volt, ahol hatodikként emelték ki. Az első mérkőzésén legyőzte a cseh Barbora Strýcovát, majd Czink Melindát a második körben. A harmadik fordulóban a 2008-as wimbledoni elődöntős Cseng Csie volt az ellenfele. Williams nagy csatában legyőzte a kínait 6–7(5), 6–2, 9–7 arányban és a mérkőzés során 23 ászt ütött, ami wimbledoni rekorddá vált a női mezőnyben. A negyedik fordulóban a kazah Jaroszlava Svedova volt az ellenfele, akit szintén nagy csatában tudott csak legyőzni 6–1, 2–6, 7–5 arányban. A negyeddöntőben két szettben legyőzte a címvédő Petra Kvitovát 6–3, 7–5-re, majd az elődöntőben a második kiemelt Viktorija Azarankát is megállította és legyőzte 6–3, 7–6(6)-ra. Az elődöntő során Azaranka ellen 24 ászt ütött, ezzel megdöntötte saját rekordját. A döntőben az élete első Grand Slam döntőjét játszó Agnieszka Radwańska volt az ellenfele, aki három szettre kényszerítette Williamset, de végül Serenának sikerült felülkerekedni a lengyel lányon és 2010 után újra meghódította Wimbledont.[Videó (14)] A torna folyamán egyéniben összesen 102 ászt ütött, ezzel megdöntötte saját 2010-ből származó rekordját (89 ász) és a legtöbb ászt ütötte mind a nők s férfiak között is, mivel a férfiaknál ebben az évben a legtöbb ászt Philipp Kohlschreiber ütötte, szám szerint 98-at. A díjátadó ceremónia során könnyekkel küszködve megköszönte családjának, barátainak és csapatának, hogy mindig kitartottak mellette a legnehezebb időkben is.

Párosban a 2010-es wimbledoni bajnokság óta indultak először együtt nővérével Venusszal. Serena és Venus nem kiemeltként indult a versenyen. A döntőig vezető úton legyőzték például a 4. kiemelt Marija Kirilenko–Nagyja Petrova-párost, illetve az elődöntőben a világelső Liezel Huber–Lisa Raymond-duót. A döntőben a 6. kiemelt cseh Andrea Hlaváčková–Lucie Hradecká-kettős ellen diadalmaskodtak 7–5, 6–4-re, így megnyerték 13. páros Grand Slam-tornájukat.
A wimbledoni győzelem utáni héten Williams címvédőként és első kiemeltként lépett pályára Stanfordban. A döntőig vezető úton csupán csak 10 játékot vesztett. A döntőben az amerikai Coco Vandeweghe volt az ellenfele, aki szerencsés vesztesként került a főtáblára. A mérkőzést 7–5, 6–3 arányban megnyerte, s így 43 tornagyőzelmével az aktív játékosok között a legtöbb tornagyőzelemmel rendelkezik, testvérével, Venusszal együtt.

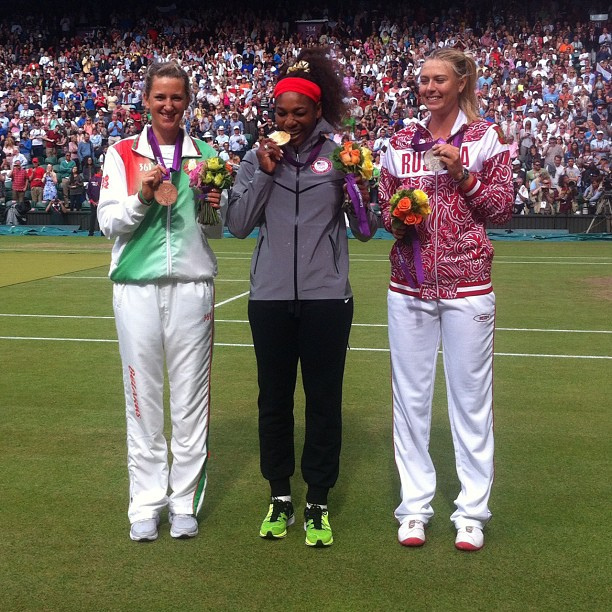
Az olimpiai érmesek: Azaranka,Serena Williams és Sarapova

A stanfordi győzelem után Williams visszautazott Európába és részt vett a 2012. évi nyári olimpiai játékokon Londonban. A mérkőzéseket az All England Lawn Tennis and Croquet Club füves pályáin játszották le, ugyanott, ahol a wimbledoni bajnokságokkor. Williams az első fordulóban az egykori világelső Jelena Jankovicsot győzte le 6-3, 6-1-re, majd a második fordulóban Urszula Radwańskát 6-2, 6-3 arányban. A harmadik fordulóban a 2010-es wimbledoni finalistát, Vera Zvonarjovát állította meg 6-1, 6-0 arányban. A negyeddöntőben sima két szettben legyőzte a szintén egykori világelső, Caroline Wozniackit 6-0, 6-3-ra, majd az elődöntőben a világelsőt, Viktorija Azarankát állította meg 6-1, 6-2 arányban. A döntőben esélyt sem adva diadalmaskodott az orosz Marija Sarapova felett 6-0, 6-1 arányban.[Videó (15)][Videó (16)] A torna folyamán összesen 17 gémet vesztett, és egy szettet sem vesztett. Győzelmével teljesítette a Karrier Golden Slamet, amely azt jelenti, hogy megnyerte az összes Grand Slamet egyéniben legalább egyszer, illetve az olimpiai aranyat. Ezt Steffi Graf után második női teniszezőként érte el. Továbbá az első teniszező mind a férfiak, s nők körében, aki birtokolja a Karrier Golden Slamet egyéniben és párosban is.
Serena és Venus párosban címvédőként indult, de mivel csak egy tornán indultak az elmúlt 2 évben, ezért nem voltak kiemeltek. A Williams nővérek párosban szett veszteség nélkül megnyerték az olimpiai aranyat, miután a döntőben legyőzték a cseh Andrea Hlaváčková–Lucie Hradecká-duót 6–4, 6–4-re. Ezzel a győzelemmel Serena és Venus az első olyan teniszezőkké váltak, akiknek sikerült négy olimpiai aranyat nyerni.
Az olimpia után a Cincinnati Masters következett, ahol Serena második kiemeltként versenyzett és csak a egyéniben indult, párosban nem. A negyeddöntőben a német Angelique Kerber volt az ellenfele, akitől 6–4, 6–4-es vereséget szenvedett
Augusztus 27-én vette kezdetét a 2012-es év utolsó Grand Slam-tornája, a US Open. Serena egyéniben és párosban is indult, utóbbiban szokás szerint testvérével. A páros verseny ezúttal nem sikerült olyan jól, mint az előző két szereplésük, nem voltak kiemeltek és a harmadik körben búcsúztak. Egyesben nagyon jól ment neki a játék, Andrea Hlaváčková ellen a negyedik körben 6–0, 6–0-s eredménnyel menetelt tovább. Ez már zsinórban a harmadik 6–0-s szettje volt, ugyanis a 3. körben is így fejezte be az utolsó játszmáját. Egészen az Ana Ivanović elleni negyeddöntő első szettjéig 23 játékot nyert folyamatosan. Az elődöntőben a 2012-es Roland Garros döntősével, Sara Erranival játszott, akit 6–1, 6–2-es eredménnyel ejtett ki a versenyből. A döntőben az első kiemelt Viktorija Azaranka ellen játszhatott 15. egyéni Grand Slam győzelméért. A mérkőzést Serena erősen kezdte, az első szettet 6–2-re megnyerte. A második játszma elejétől viszont Azaranka megerősödött, koncentráltabban játszott, míg Serena egyre többet hibázott. Az eredmény így 6–2, 2–6-ra alakult, tehát döntő szettre került sor. A harmadik játszma szoros volt egészen 5–5-ös állásig, amikor is Williams hozta az adogatását, majd azt követően elvette ellenfeléét, így 7–5-ös eredménnyel megnyerte a harmadik szettet.[Videó (17)] Érdekesség, hogy 1995 óta először volt háromszettes a US Open női egyes döntője.
A pekingi versenytől betegség miatt visszalépett.
Williams számára az év utolsó versenye az isztambuli VB volt, ahol harmadikként rangsorolták Azaranka és Sarapova után. A csoportmérkőzések során 6–4, 6–1-re legyőzte a német Kerbert, 7–6(2), 6–2-re a kínai Lit és 6–4, 6–4-re a világelső Azarankát. Az elődöntőben két szettben, 6–2, 6–1-re legyőzte Radwańskát. A döntőben Sarapova volt az ellenfele, aki ellen sima két szettben 6–4, 6–3-ra győzött, ezzel megnyerte hetedik tornáját az évben. Az évet Williams harmadikként zárta.

### 2013
Williams a 2013-as évet Brisbane-ben kezdte, ahol szettet sem vesztve meg is nyerte a tornát. Sima két szettben legyőzte Lepchenkót, Cornet-t, Stephenst. Az elődöntőben nem kellett mérkőzést játszania, mert a világelső Azaranka visszalépett a mérkőzés előtt. A döntőben az orosz Pavljucsenkovát győzte le 6-2, 6-1 arányban.
Serena az Ausztrál Openen harmadikként volt rangsorolva. Rögtön az első mérkőzésén bokasérülést szenvedett, s bár eljutott a negyeddöntőig, ott az amerikai Stephens ellen már hátproblémákkal is küzdött, így a torna előtt esélyesnek számító Williams három játszmában, 3–6, 7–5, 6–4-re kikapott honfitársától. Párosban is vereséget szenvedtek testvérével, Venusszal a világelső és későbbi győztes Errani–Vinci-duótól. A Roland Garroson első kiemelt volt, s remek játékkal karrierje során másodszor is megnyerte a francia nyílt teniszbajnokságot. A döntőben Marija Sarapovát győzte le 6–4 6–4 arányban, ezzel megszerezve tizenhatodik Grand Slam-győzelmét.
2017 áprilisában bejelentette, hogy gyermeket vár. Szeptember 1-én lánya született. Gyermeke apja a nála két évvel fiatalabb Alexis Ohanian befektető és vállalkozó, akivel szintén 2017-ben keltek egybe.

## Grand Slam-döntői

### Egyéni

#### Győzelmei (23)
| Év   | Torna           | Ellenfél a döntőben | Eredmény a döntőben |
| 1999 | US Open         | Martina Hingis      | 6–3, 7–6(4)         |
| 2002 | Roland Garros   | Venus Williams      | 7–5, 6–3            |
| 2002 | Wimbledon       | Venus Williams      | 7–6(4), 6–3         |
| 2002 | US Open         | Venus Williams      | 6–4, 6–3            |
| 2003 | Australian Open | Venus Williams      | 7–6(4), 3–6, 6–4    |
| 2003 | Wimbledon       | Venus Williams      | 4–6, 6–4, 6–2       |
| 2005 | Australian Open | Lindsay Davenport   | 2–6, 6–3, 6–0       |
| 2007 | Australian Open | Marija Sarapova     | 6–1, 6–2            |
| 2008 | US Open         | Jelena Janković     | 6–4, 7–5            |
| 2009 | Australian Open | Gyinara Szafina     | 6–0, 6–3            |
| 2009 | Wimbledon       | Venus Williams      | 7–6(3), 6–2         |
| 2010 | Australian Open | Justine Henin       | 6–4, 3–6, 6–2       |
| 2010 | Wimbledon       | Vera Zvonarjova     | 6–3, 6–2            |
| 2012 | Wimbledon       | Agnieszka Radwańska | 6–1, 5–7, 6–2       |
| 2012 | US Open         | Viktorija Azaranka  | 6–2, 2–6, 7–5       |
| 2013 | Roland Garros   | Marija Sarapova     | 6-4, 6–4            |
| 2013 | US Open         | Viktorija Azaranka  | 7–5, 6–7(6), 6–1    |
| 2014 | US Open         | Caroline Wozniacki  | 6–3, 6–3            |
| 2015 | Australian Open | Marija Sarapova     | 6–3, 7–6(5)         |
| 2015 | Roland Garros   | Lucie Šafářová      | 6-3, 6–7(2), 6–2    |
| 2015 | Wimbledon       | Garbiñe Muguruza    | 6-4, 6–4            |
| 2016 | Wimbledon       | Angelique Kerber    | 7-5, 6–3            |
| 2017 | Australian Open | Venus Williams      | 6–4, 6–4            |

#### Elveszített döntői (10)
| Év   | Torna           | Ellenfél a döntőben | Eredmény a döntőben |
| 2001 | US Open         | Venus Williams      | 2–6, 4–6            |
| 2004 | Wimbledon       | Marija Sarapova     | 1–6, 4–6            |
| 2008 | Wimbledon       | Venus Williams      | 5–7, 4–6            |
| 2011 | US Open         | Samantha Stosur     | 2–6, 3–6            |
| 2016 | Australian Open | Angelique Kerber    | 4–6, 6–3, 4–6       |
| 2016 | Roland Garros   | Garbiñe Muguruza    | 5-7, 4–6            |
| 2018 | Wimbledon       | Angelique Kerber    | 3–6, 3–6            |
| 2018 | US Open         | Ószaka Naomi        | 2–6, 4–6            |
| 2019 | Wimbledon       | Simona Halep        | 2–6, 2–6            |
| 2019 | US Open         | Bianca Andreescu    | 3–6, 5–7            |

### Páros

#### Győzelmei (14)
| Év   | Torna           | Partner        | Ellenfél a döntőben                 | Eredmény a döntőben |
| 1999 | Roland Garros   | Venus Williams | Martina Hingis Anna Kurnyikova      | 6–3, 6–7(2), 8–6    |
| 1999 | US Open         | Venus Williams | Chanda Rubin Sandrine Testud        | 4–6, 6–1, 6–4       |
| 2000 | Wimbledon       | Venus Williams | Julie Halard-Decugis Szugijama Ai   | 6–3, 6–2            |
| 2001 | Australian Open | Venus Williams | Lindsay Davenport Corina Morariu    | 6–2, 4–6, 6–4       |
| 2002 | Wimbledon       | Venus Williams | Virginia Ruano Pascual Paola Suárez | 6–2, 7–5            |
| 2003 | Australian Open | Venus Williams | Virginia Ruano Pascual Paola Suárez | 4–6, 6–4, 6–3       |
| 2008 | Wimbledon       | Venus Williams | Lisa Raymond Samantha Stosur        | 6–2, 6–2            |
| 2009 | Australian Open | Venus Williams | Daniela Hantuchová Szugijama Ai     | 6–3, 6–3            |
| 2009 | US Open         | Venus Williams | Samantha Stosur Rennae Stubbs       | 7–6(4), 6–4         |
| 2009 | Wimbledon       | Venus Williams | Cara Black Liezel Huber             | 6–2, 6–2            |
| 2010 | Australian Open | Venus Williams | Cara Black Liezel Huber             | 6–4, 6–3            |
| 2010 | Roland Garros   | Venus Williams | Květa Peschke Katarina Srebotnik    | 6–2, 6–3            |
| 2012 | Wimbledon       | Venus Williams | Andrea Hlaváčková Lucie Hradecká    | 7–5, 6–4            |
| 2016 | Wimbledon       | Venus Williams | Babos Tímea Jaroszlava Svedova      | 6–3, 6–4            |

### Vegyes páros

#### Győzelmei (2)
| Év   | Torna     | Partner       | Ellenfél a döntőben            | Eredmény a döntőben |
| 1998 | Wimbledon | Makszim Mirni | Mahes Bhúpati Mirjana Lučić    | 6–4, 6–4            |
| 1998 | US Open   | Makszim Mirni | Patrick Galbraith Lisa Raymond | 6–2, 6–2            |

#### Elveszített döntői (2)
| Év   | Torna           | Partner       | Ellenfelei a döntőben           | Eredmény a döntőben |
| 1998 | Roland Garros   | Luis Lobo     | Justin Gimelstob Venus Williams | 4–6, 4–6            |
| 1999 | Australian Open | Makszim Mirni | Mariaan de Swardt David Adams   | 4–6, 6–4, 6–7(5)    |

## Tornagyőzelmei

### Egyéni (73)
| Összesítés                 |                        |
| Grand Slam-torna (23)      |                        |
| Tier I (10)                | Premier Mandatory* (5) |
| Tier II (11)               | Premier Five* (7)      |
| Tier III (0)               | Premier* (7)           |
| Tier IV (0)                | International* (2)     |
| Tier V (0)                 | International* (2)     |
| WTA Tour Championships (5) |                        |
| Grand Slam Cup (1)         |                        |
| Olimpia (1)                |                        |

* 2009-től megváltozott a tornák rendszere.
 Az egymás mellett azonos színnel jelölt tornatípusok között nincs teljes mértékű megfelelés.
| Címek borítás szerint |
| Kemény (47)           |
| Fű (7)                |
| Salak (13)            |
| Szőnyeg (4)           |

| No. | Dátum                | Torna                                         | Borítás     | Ellenfél a döntőben         | Eredmény a döntőben | Eredmény a döntőben |
| 1.  | 1999. február 28.    | Open Gaz de France, Párizs                    | Szőnyeg     | Amélie Mauresmo             | 2–6, 6–3, 7–6(4)    |                     |
| 2.  | 1999. március 14.    | Evert Cup, Indian Wells                       | Kemény      | Steffi Graf                 | 6–3, 3–6, 7–5       |                     |
| 3.  | 1999. augusztus 15.  | Acura Classic, Los Angeles                    | Kemény      | Julie Halard-Decugis        | 6–1, 6–4            |                     |
| 4.  | 1999. szeptember 12. | US Open, New York                             | Kemény      | Martina Hingis              | 6–3, 7–6(4)         | (részletek)         |
| 5.  | 1999. október 3.     | Grand Slam Cup, München                       | Kemény      | Venus Williams              | 6–1, 3–6, 6–3       |                     |
| 6.  | 2000. február 21.    | Faber Grand Prix, Hannover                    | Szőnyeg (f) | Denisa Chládková            | 6–1, 6–1            |                     |
| 7.  | 2000, augusztus 13.  | estyle.com Classic, Los Angeles               | Kemény      | Lindsay Davenport           | 4–6, 6–4, 7–6(1)    |                     |
| 8.  | 2000. október 8.     | Toyota Princess Cup, Tokió                    | Kemény      | Julie Halard-Decugis        | 7–5, 6–1            |                     |
| 9.  | 2001. március 17.    | TMS Indian Wells, Indian Wells                | Kemény      | Kim Clijsters               | 4–6, 6–4, 6–2       |                     |
| 10. | 2001. augusztus 19.  | Rogers Cup, Toronto                           | Kemény      | Jennifer Capriati           | 6–1, 6–7(7), 6–3    |                     |
| 11. | 2001. november 4.    | Sanex Championships, München                  | Kemény      | Lindsay Davenport           | visszalépett        |                     |
| 12. | 2002. március 3.     | State Farm Women's Tennis Classic, Scottsdale | Kemény      | Jennifer Capriati           | 6–2, 4–6, 6–4       |                     |
| 13. | 2002. április 1.     | NASDAQ-100 Open, Miami                        | Kemény      | Jennifer Capriati           | 7–5, 7–6(4)         |                     |
| 14. | 2002. május 19.      | Tennis Masters Roma, Róma                     | Salak       | Justine Henin-Hardenne      | 7–6(6), 6–4         |                     |
| 15. | 2002. június 9.      | Roland Garros, Párizs                         | Salak       | Venus Williams              | 7–5, 6–3            | (részletek)         |
| 16. | 2002. július 7.      | Wimbledon, London                             | Fű          | Venus Williams              | 7–6(4), 6–3         | (részletek)         |
| 17. | 2002. szeptember 8.  | US Open, New York                             | Kemény      | Venus Williams              | 6–4, 6–3            |                     |
| 18. | 2002. szeptember 22. | Toyota Princess Cup, Tokió                    | Kemény      | Kim Clijsters               | 2–6, 6–3, 6–3       |                     |
| 19. | 2002. szeptember 29. | Sparkassen Cup, Lipcse                        | Szőnyeg     | Anasztaszija Miszkina       | 6–3, 6–2            |                     |
| 20. | 2003. január 26.     | Australian Open, Melbourne                    | Kemény      | Venus Williams              | 7–6(4), 3–6, 6–4    | (részletek)         |
| 21. | 2003. február 9.     | Open Gaz de France, Párizs                    | Szőnyeg     | Amélie Mauresmo             | 6–3, 6–2            |                     |
| 22. | 2003. március 29.    | NASDAQ-100 Open, Miami                        | Kemény      | Jennifer Capriati           | 4–6, 6–4, 6–1       |                     |
| 23. | 2003. július 6.      | Wimbledon, London                             | Fű          | Venus Williams              | 4–6, 6–4, 6–2       | (részletek)         |
| 24. | 2004. április 4.     | NASDAQ-100 Open, Miami                        | Kemény      | Jelena Gyementyjeva         | 6–1, 6–1            |                     |
| 25. | 2004. szeptember 26. | China Open, Peking                            | Kemény      | Szvetlana Kuznyecova        | 4–6, 7–5, 6–4       |                     |
| 26. | 2005. január 29.     | Australian Open, Melbourne                    | Kemény      | Lindsay Davenport           | 2–6, 6–3, 6–0       | (részletek)         |
| 27. | 2007. január 27.     | Australian Open, Melbourne                    | Kemény      | Marija Sarapova             | 6–1, 6–2            | (részletek)         |
| 28. | 2007. március 31.    | Sony Ericsson Open, Miami                     | Kemény      | Justine Henin               | 0–6, 7–5, 6–3       |                     |
| 29. | 2008. március 9.     | Bangalore Open, Bengaluru                     | Kemény      | Patty Schnyder              | 7–5, 6–3            |                     |
| 30. | 2008. április 5.     | Sony Ericsson Open, Miami                     | Kemény      | Jelena Janković             | 6–1, 5–7, 6–3       |                     |
| 31. | 2008. április 20.    | Family Circle Cup, Charleston                 | Salak       | Vera Zvonarjova             | 6–4, 3–6, 6–3       |                     |
| 32. | 2008. szeptember 6.  | US Open, New York                             | Kemény      | Jelena Janković             | 6–4, 7–5            | (részletek)         |
| 33. | 2009. január 31.     | Australian Open, Melbourne                    | Kemény      | Gyinara Szafina             | 6–0, 6–3            | (részletek)         |
| 34. | 2009. július 4.      | Wimbledon, London                             | Fű          | Venus Williams              | 7–6(3), 6–2         | (részletek)         |
| 35. | 2009. november 1.    | Sony Ericsson Championships, Doha             | Kemény      | Venus Williams              | 6–2, 7–6(4)         |                     |
| 36. | 2010. január 30.     | Australian Open, Melbourne                    | Kemény      | Justine Henin               | 6–4, 3–6, 6–2       | (részletek)         |
| 37. | 2010. július 3.      | Wimbledon, London                             | Fű          | Vera Zvonarjova             | 6–3, 6–2            | (részletek)         |
| 38. | 2011. július 31.     | Bank of the West Classic, Stanford            | Kemény      | Marion Bartoli              | 7–5, 6–1            |                     |
| 39. | 2011. augusztus 14.  | Rogers Cup, Toronto                           | Kemény      | Samantha Stosur             | 6–4, 6–2            |                     |
| 40. | 2012. április 8.     | Family Circle Cup, Charleston                 | Salak       | Lucie Šafářová              | 6–0, 6–1            | (részletek)         |
| 41. | 2012. május 13.      | Mutua Madrid Open, Madrid                     | Salak       | Viktorija Azaranka          | 6–1, 6–3            | (részletek)         |
| 42. | 2012. július 7.      | Wimbledon, London                             | Fű          | Agnieszka Radwańska         | 6–1, 5–7, 6–2       | (részletek)         |
| 43. | 2012. július 15.     | Bank of the West Classic, Stanford            | Kemény      | Coco Vandeweghe             | 7–5, 6–3            | (részletek)         |
| 44. | 2012. augusztus 4.   | Olimpiai játékok, London                      | Fű          | Marija Sarapova             | 6–0, 6–1            | (részletek)         |
| 45. | 2012. szeptember 9.  | US Open, New York                             | Kemény      | Viktorija Azaranka          | 6–2, 2–6, 7–5       | (részletek)         |
| 46. | 2012. október 28.    | WTA Tour Championships, Isztambul             | Kemény (f)  | Marija Sarapova             | 6–4, 6–3            | (részletek)         |
| 47. | 2013. január 5.      | Brisbane International, Brisbane              | Kemény      | Anasztaszija Pavljucsenkova | 6–2, 6–1            |                     |
| 48. | 2013. március 31.    | Miami Masters, Miami                          | Kemény      | Marija Sarapova             | 4–6, 6–3, 6–0       |                     |
| 49. | 2013. április 7.     | Family Circle Cup, Charleston                 | Salak       | Jelena Janković             | 3–6, 6–0, 6–2       |                     |
| 50. | 2013. május 12.      | Mutua Madrid Open Madrid                      | Salak       | Marija Sarapova             | 6–1, 6–4            |                     |
| 51. | 2013. május 19.      | Internazionali BNL d’Italia Róma              | Salak       | Viktorija Azaranka          | 6–1, 6–3            |                     |
| 52. | 2013. június 8.      | Roland Garros Párizs                          | Salak       | Marija Sarapova             | 6–4, 6–4            | részletek           |
| 53. | 2013. július 21.     | Collector Swedish Open Båstad                 | Salak       | Johanna Larsson             | 6–4, 6–1            |                     |
| 54. | 2013. augusztus 11.  | Rogers Cup Toronto                            | Kemény      | Sorana Cîrstea              | 6–2, 6–0            |                     |
| 55. | 2013. szeptember 8.  | US Open New York                              | Kemény      | Viktorija Azaranka          | 7–5, 6–7(6), 6–1    | részletek           |
| 56. | 2013. október 6.     | China Open Peking                             | Kemény      | Jelena Janković             | 6–2, 6–2            |                     |
| 57. | 2013. október 27.    | WTA Tour Championships Isztambul              | Kemény (f)  | Li Na                       | 2–6, 6–3, 6–0       |                     |
| 58. | 2014. január 4.      | Brisbane International Brisbane               | Kemény      | Viktorija Azaranka          | 6–4, 7–5            |                     |
| 59. | 2014. március 29.    | Sony Open Tennis Miami                        | Kemény      | Li Na                       | 7–5, 6–1            |                     |
| 60. | 2014. május 18.      | Internazionali BNL d’Italia Róma              | Salak       | Sara Errani                 | 6–3, 6–0            |                     |
| 61. | 2014. augusztus 3.   | Bank of the West Classic Stanford             | Kemény      | Angelique Kerber            | 7–6(1), 6–3         |                     |
| 62. | 2014. augusztus 18.  | Western & Southern Open Cincinnati            | Kemény      | Ana Ivanović                | 6–4, 6–1            |                     |
| 63. | 2014. szeptember 7.  | US Open New York                              | Kemény      | Caroline Wozniacki          | 6–3, 6–3            | részletek           |
| 64. | 2014. október 26.    | WTA Tour Championships Szingapúr              | Kemény (f)  | Simona Halep                | 6–3, 6–0            |                     |
| 65. | 2015. január 31.     | Australian Open Melbourne                     | Kemény      | Marija Sarapova             | 6–3, 7–6(5)         | részletek           |
| 66. | 2015. április 4.     | Miami Open Miami                              | Kemény      | Carla Suarez Navarro        | 6–2, 6–0            |                     |
| 67. | 2015. június 6.      | Roland Garros Párizs                          | Salak       | Lucie Šafářová              | 6–3, 6–7(2), 6–2    | részletek           |
| 68. | 2015. július 11.     | Wimbledon London                              | Fű          | Garbiñe Muguruza            | 6–4, 6–4            | részletek           |
| 69. | 2015. augusztus 23.  | Cincinnati Masters Cincinnati                 | Kemény      | Simona Halep                | 6–3, 7–6(5)         |                     |
| 70. | 2016. május 15.      | Rome Masters Róma                             | Salak       | Madison Keys                | 7–6(5), 6–3         |                     |
| 71. | 2016. július 9.      | Wimbledon London                              | Fű          | Angelique Kerber            | 7–5, 6–3            | részletek           |
| 72. | 2017. január 28.     | Australian Open Melbourne                     | Kemény      | Venus Williams              | 6–4, 6–4            | részletek           |
| 73. | 2020. január 12.     | ASB Classic Auckland                          | Kemény      | Jessica Pegula              | 6–3, 6–4            |                     |

### Páros (23)
| Összesítés            |                        |
| Grand Slam-torna (13) |                        |
| Tier I (1)            | Premier Mandatory* (1) |
| Tier II (2)           | Premier Five* (0)      |
| Tier III (1)          | Premier* (1)           |
| Tier IV (0)           | International* (0)     |
| Tier V (0)            | International* (0)     |
| Olimpia (3)           |                        |

* 2009-től megváltozott a tornák rendszere.
 Az egymás mellett azonos színnel jelölt tornatípusok között nincs teljes mértékű megfelelés.
| No. | Dátum                | Torna                               | Borítás     | Partner             | Ellenfelei a döntőben                          | Eredmény a döntőben | Eredmény a döntőben |
| 1.  | 1998. március 1.     | IGA Tennis Classic, Oklahoma City   | Kemény (f)  | Venus Williams      | Catalina Cristea Kristine Kunce                | 7–5, 6–2            |                     |
| 2.  | 1998. október 12.    | Swisscom Challenge, Zürich          | Szőnyeg (f) | Venus Williams      | Mariaan de Swardt Olena Tatarkova              | 5–7, 6–1, 6–3       |                     |
| 3.  | 1999. február 21.    | Faber Grand Prix, Hannover          | Szőnyeg (f) | Venus Williams      | Alexandra Fusai Nathalie Tauziat               | 5–7, 6–2, 6–2       |                     |
| 4.  | 1999. május 24.      | Roland Garros, Párizs               | Salak       | Venus Williams      | Martina Hingis Anna Kurnyikova                 | 6–3, 6–7(2), 8–6    |                     |
| 5.  | 1999. augusztus 30.  | US Open, New York                   | Kemény      | Venus Williams      | Chanda Rubin Sandrine Testud                   | 4–6, 6–1, 6–4       |                     |
| 6.  | 2000. június 26.     | Wimbledon, London                   | Fű          | Venus Williams      | Julie Halard-Decugis Szugijama Ai              | 6–3, 6–2            |                     |
| 7.  | 2000. szeptember 18. | Olimpiai játékok, Sydney            | Kemény      | Venus Williams      | Kristie Boogert Miriam Oremans                 | 6–1, 6–1            | (részletek)         |
| 8.  | 2001. január 28.     | Australian Open, Melbourne          | Kemény      | Venus Williams      | Lindsay Davenport Corina Morariu               | 6–2, 4–6, 6–4       |                     |
| 9.  | 2002. június 24.     | Wimbledon, London                   | Fű          | Venus Williams      | Virginia Ruano Pascual Paola Suárez            | 6–2, 7–5            |                     |
| 10. | 2002. szeptember 29. | Sparkassen Cup, Lipcse              | Fű          | Alexandra Stevenson | Janette Husárová Paola Suárez                  | 6–3, 7–5            |                     |
| 11. | 2003. január 26.     | Australian Open, Melbourne          | Kemény      | Venus Williams      | Virginia Ruano Pascual Paola Suárez            | 4–6, 6–4, 6–3       |                     |
| 12. | 2008. július 5.      | Wimbledon, London                   | Fű          | Venus Williams      | Lisa Raymond Samantha Stosur                   | 6–2, 6–2            | (részletek)         |
| 13. | 2008. július 17.     | Olimpiai játékok, Peking            | Kemény      | Venus Williams      | Anabel Medina Garrigues Virginia Ruano Pascual | 6–2, 6–0            | (részletek)         |
| 14. | 2009. január 30.     | Australian Open, Melbourne          | Kemény      | Venus Williams      | Szugijama Ai Daniela Hantuchová                | 6–3, 6–3            | (részletek)         |
| 15. | 2009. július 4.      | Wimbledon, London                   | Fű          | Venus Williams      | Samantha Stosur Rennae Stubbs                  | 7–6(4), 6–4         | (részletek)         |
| 16. | 2009. augusztus 2.   | Bank of the West Classic, Stanford  | Kemény      | Venus Williams      | Csan Jung-zsan Monica Niculescu                | 6–4, 6–1            |                     |
| 17. | 2009. szeptember 14. | US Open, New York                   | Kemény      | Venus Williams      | Cara Black Liezel Huber                        | 6–2, 6–2            | (részletek)         |
| 18. | 2010. január 29.     | Australian Open, Melbourne          | Kemény      | Venus Williams      | Cara Black Liezel Huber                        | 6–4, 6–3            |                     |
| 19. | 2010. május 16.      | Mutua Madrileña Madrid Open, Madrid | Salak       | Venus Williams      | Gisela Dulko Flavia Pennetta                   | 6–2, 7–5            |                     |
| 20. | 2010. június 4.      | Roland Garros, Párizs               | Salak       | Venus Williams      | Květa Peschke Katarina Srebotnik               | 6–2, 6–3            |                     |
| 21. | 2012. július 7.      | Wimbledon, London                   | Fű          | Venus Williams      | Andrea Hlaváčková Lucie Hradecká               | 7–5, 6–4            | (részletek)         |
| 22. | 2012. augusztus 5.   | Olimpiai játékok, London            | Fű          | Venus Williams      | Andrea Hlaváčková Lucie Hradecká               | 6–4, 6–4            | (részletek)         |
| 23. | 2016. július 9.      | Wimbledon, London                   | Fű          | Venus Williams      | Babos Tímea Jaroszlava Svedova                 | 6–3, 6–4            | (részletek)         |

## Eredményei Grand-Slam tornákon

### Egyéniben
| Grand Slam | Australian Open | Australian Open      | Roland Garros | Roland Garros           | Wimbledon   | Wimbledon           | US Open     | US Open            |
| Év         | Eredmény        | Utolsó ellenfél      | Eredmény      | Utolsó ellenfél         | Eredmény    | Utolsó ellenfél     | Eredmény    | Utolsó ellenfél    |
| 1998       | 2. kör          | Venus Williams       | 4. kör        | Arantxa Sánchez Vicario | 3. kör      | V. Ruano Pascual    | 3. kör      | Irina Spirlea      |
| 1999       | 3. kör          | Sandrine Testud      | 3. kör        | Mary Joe Fernández      | –           | –                   | Győzelem    | Martina Hingis     |
| 2000       | 4. kör          | Jelena Lihovceva     | –             | –                       | Elődöntő    | Venus Williams      | Negyeddöntő | Lindsay Davenport  |
| 2001       | Negyeddöntő     | Martina Hingis       | Negyeddöntő   | Jennifer Capriati       | Negyeddöntő | Jennifer Capriati   | Döntő       | Venus Williams     |
| 2002       | –               | –                    | Győzelem      | Venus Williams          | Győzelem    | Venus Williams      | Győzelem    | Venus Williams     |
| 2003       | Győzelem        | Venus Williams       | Elődöntő      | Justine Henin           | Győzelem    | Venus Williams      | –           | –                  |
| 2004       | –               | –                    | Negyeddöntő   | Jennifer Capriati       | Döntő       | Marija Sarapova     | Negyeddöntő | Jennifer Capriati  |
| 2005       | Győzelem        | Lindsay Davenport    | –             | –                       | 3. kör      | Jill Craybas        | 4. kör      | Venus Williams     |
| 2006       | 3. kör          | Daniela Hantuchová   | –             | –                       | –           | –                   | 4. kör      | Amélie Mauresmo    |
| 2007       | Győzelem        | Marija Sarapova      | Negyeddöntő   | Justine Henin           | Negyeddöntő | Justine Henin       | Negyeddöntő | Justine Henin      |
| 2008       | Negyeddöntő     | Jelena Janković      | 3. kör        | Katarina Srebotnik      | Döntő       | Venus Williams      | Győzelem    | Jelena Janković    |
| 2009       | Győzelem        | Gyinara Szafina      | Negyeddöntő   | Szvetlana Kuznyecova    | Győzelem    | Venus Williams      | Elődöntő    | Kim Clijsters      |
| 2010       | Győzelem        | Justine Henin        | Negyeddöntő   | Samantha Stosur         | Győzelem    | Vera Zvonarjova     | –           | –                  |
| 2011       | –               | –                    | –             | –                       | 4. kör      | Marion Bartoli      | Döntő       | Samantha Stosur    |
| 2012       | 4. kör          | Jekatyerina Makarova | 1. kör        | Virginie Razzano        | Győzelem    | Agnieszka Radwańska | Győzelem    | Viktorija Azaranka |
| 2013       | Negyeddöntő     | Sloane Stephens      | Győzelem      | Marija Sarapova         | 4. kör      | Sabine Lisicki      | Győzelem    | Viktorija Azaranka |
| 2014       | 4. kör          | Ana Ivanović         | 2. kör        | Garbiñe Muguruza        | 3. kör      | Alizé Cornet        | Győzelem    | Caroline Wozniacki |
| 2015       | Győzelem        | Marija Sarapova      | Győzelem      | Lucie Šafářová          | Győzelem    | Garbiñe Muguruza    | Elődöntő    | Roberta Vinci      |
| 2016       | Döntő           | Angelique Kerber     | Döntő         | Garbiñe Muguruza        | Győzelem    | Angelique Kerber    | Elődöntő    | Karolína Plíšková  |
| 2017       | Győzelem        | Venus Williams       | –             | –                       | –           | –                   | –           | –                  |
| 2018       | –               | –                    | 4. kör        | Marija Sarapova         | Döntő       | Angelique Kerber    | Döntő       | Ószaka Naomi       |
| 2019       | Negyeddöntő     | Karolína Plíšková    | 3. kör        | Sofia Kenin             | Döntő       | Simona Halep        | Döntő       | Bianca Andreescu   |
| 2020       | 3. kör          | Vang Csiang          | 2. kör        | Cvetana Pironkova       | elmaradt    | elmaradt            | Elődöntő    | Viktorija Azaranka |
| 2021       | Elődöntő        | Ószaka Naomi         | 4. kör        | Jelena Ribakina         | 1. kör      | A Szasznovics       | –           | –                  |
| 2022       | –               | –                    | –             | –                       | 1. kör      | Harmony Tan         | 3. kör      | Ajla Tomljanović   |

### Párosban
| Grand Slam | Australian Open            | Australian Open                   | Roland Garros           | Roland Garros                        | Wimbledon                  | Wimbledon                               | US Open                    | US Open                                 |
| Év         | Eredmény Partner           | Utolsó ellenfél                   | Eredmény Partner        | Utolsó ellenfél                      | Eredmény Partner           | Utolsó ellenfél                         | Eredmény Partner           | Utolsó ellenfél                         |
| 1997       | –                          | –                                 | –                       | –                                    | –                          | –                                       | 1. kör Venus Williams      | Jill Hetherington Kathy Rinaldi-Stunkel |
| 1998       | 3. kör Venus Williams      | Kidzsimuta Naoko Mijagi Nana      | –                       | –                                    | 1. kör Venus Williams      | Kidzsimuta Naoko Mijagi Nana            | –                          | –                                       |
| 1999       | Elődöntő Venus Williams    | Lindsay Davenport Natasha Zvereva | Győzelem Venus Williams | Martina Hingis Anna Kurnyikova       | –                          | –                                       | Győzelem Venus Williams    | Chanda Rubin Sandrine Testud            |
| 2000       | –                          | –                                 | –                       | –                                    | Győzelem Venus Williams    | Julie Halard-Decugis Szugijama Ai       | Elődöntő Venus Williams    | Cara Black Jelena Lihovceva             |
| 2001       | Győzelem Venus Williams    | Lindsay Davenport Corina Morariu  | –                       | –                                    | 3. kör Venus Williams      | Martina Navratilova A. Sánchez Vicario  | 3. kör Venus Williams      | Els Callens Chanda Rubin                |
| 2002       | –                          | –                                 | –                       | –                                    | Győzelem Venus Williams    | V. Ruano Pascual Paola Suárez           | –                          | –                                       |
| 2003       | Győzelem Venus Williams    | V. Ruano Pascual Paola Suárez     | –                       | –                                    | 3. kör Venus Williams      | Jelena Gyementyjeva Lina Krasznoruckaja | –                          | –                                       |
| 2007       | –                          | –                                 | –                       | –                                    | 2. kör Venus Williams      | A. Medina Garrigues V. Ruano Pascual    | –                          | –                                       |
| 2008       | Negyeddöntő Venus Williams | Jen Ce Cseng Csie                 | –                       | –                                    | Győzelem Venus Williams    | Lisa Raymond Samantha Stosur            | –                          | –                                       |
| 2009       | Győzelem Venus Williams    | D. Hantuchová Szugijama Ai        | 3. kör Venus Williams   | B. Mattek-Sands Nagyja Petrova       | Győzelem Venus Williams    | Samantha Stosur Rennae Stubbs           | Győzelem Venus Williams    | Cara Black Liezel Huber                 |
| 2010       | Győzelem Venus Williams    | Cara Black Liezel Huber           | Győzelem Venus Williams | Květa Peschke Katarina Srebotnik     | Negyeddöntő Venus Williams | Jelena Vesznyina Vera Zvonarjova        | –                          | –                                       |
| 2012       | –                          | –                                 | –                       | –                                    | Győzelem Venus Williams    | Andrea Hlaváčková Lucie Hradecká        | 3. kör Venus Williams      | Marija Kirilenko Nagyezsda Petrova      |
| 2013       | Negyeddöntő Venus Williams | Sara Errani Roberta Vinci         | 1. kör Venus Williams   | Alla Kudrjavceva Anastasia Rodionova | –                          | –                                       | Elődöntő Venus Williams    | Andrea Hlaváčková Lucie Hradecká        |
| 2014       | –                          | –                                 | –                       | –                                    | 2. kör Venus Williams      | Kristina Barrois Stefanie Vögele        | Negyeddöntő Venus Williams | Jekatyerina Makarova Jelena Vesznyina   |
| 2015       | –                          | –                                 | –                       | –                                    | –                          | –                                       | –                          | –                                       |
| 2016       | –                          | –                                 | 3. kör Venus Williams   | Kiki Bertens Johanna Larsson         | Győzelem Venus Williams    | Babos Tímea J Svedova                   | –                          | –                                       |
| 2017       | –                          | –                                 | –                       | –                                    | –                          | –                                       | –                          | –                                       |
| 2018       | –                          | –                                 | 3. kör Venus Williams   | Andreja Klepač MJ Martínez Sánchez   | –                          | –                                       | –                          | –                                       |
| 2019–2021  | –                          | –                                 | –                       | –                                    | –                          | –                                       | –                          | –                                       |
| 2022       | –                          | –                                 | –                       | –                                    | –                          | –                                       | 1. kör Venus Williams      | Lucie Hradecká Linda Nosková            |

## Év végi világranglista-helyezései
| Év     | 1997 | 1998 | 1999 | 2000 | 2001 | 2002 | 2003 | 2004 | 2005 | 2006 | 2007 | 2008 | 2009 | 2010 | 2011 | 2012 | 2013 | 2014 | 2015 | 2016 | 2017 | 2018 | 2019 | 2020 | 2021 |
| Egyéni | 99.  | 20.  | 4.   | 6.   | 6.   | 1.   | 3.   | 7.   | 11.  | 95.  | 7.   | 2.   | 1.   | 4.   | 12.  | 3.   | 1.   | 1.   | 1.   | 2.   | 22.  | 16.  | 10.  | 11.  | 41.  |
| Páros  | 121. | 36.  | 10.  | 54.  | 54.  | 25.  | –    | –    | –    | –    | –    | 28.  | 3.   | 11.  | –    | 31.  | 63.  | 133. | –    | 31.  | –    | 292. | –    | 397. | 431. |

## Pénzdíjai
| Év       | GS-győzelem | WTA-győzelem | Megnyert tornák | Pénzdíjazás (US $) |      |
| -------- | ----------- | ------------ | --------------- | ------------------ | ---- |
| 1997     | 0           | 0            | 0               | 28 230             | ?    |
| 1998     | 0           | 0            | 0               | 324 974            | 21.  |
| 1999     | 1           | 4            | 5               | 2 605 102          | 3.   |
| 2000     | 0           | 3            | 3               | 1 026 818          | 7.   |
| 2001     | 0           | 3            | 3               | 2 136 263          | 3.   |
| 2002     | 3           | 5            | 8               | 3 935 668          | 1.   |
| 2003     | 2           | 2            | 4               | 2 504 871          | 3.   |
| 2004     | 0           | 2            | 2               | 2 251 798          | 2.   |
| 2005     | 1           | 0            | 1               | 1 076 226          | 12.  |
| 2006     | 0           | 0            | 0               | 131 705            | 110. |
| 2007     | 1           | 1            | 2               | 2 102 642          | 3.   |
| 2008     | 1           | 3            | 4               | 3 852 173          | 1.   |
| 2009     | 2           | 1            | 3               | 6 545 586          | 1.   |
| 2010     | 2           | 0            | 2               | 4 266 011          | 3.   |
| 2011     | 0           | 2            | 2               | 1 978 930          | 10.  |
| 2012     | 2           | 5            | 7               | 7 045 975          | 2.   |
| 2013     | 2           | 9            | 11              | 12 385 572         | 1    |
| 2014     | 1           | 6            | 7               | 9 317 298          | 1.   |
| 2015     | 3           | 2            | 5               | 10 582 642         | 1.   |
| 2016     | 1           | 1            | 2               | 7 675 030          | 2.   |
| 2017     | 1           | 0            | 1               | 2 704 680          | 13.  |
| 2018     | 0           | 0            | 0               | 3 770 170          | 7.   |
| 2019     | 0           | 0            | 0               | 4 310 515          | 7.   |
| 2020     | 0           | 0            | 0               | 1 091 151          | 11.  |
| 2021     | 0           | 0            | 0               | 884 004            | 36.  |
| Karrier* | 23          | 49           | 72              | 94 518 971         | 1.   |

- 2021. november 27-ei állapot szerint

## Díjai, elismerései
- Newcomer of the Year (az év felfedezettje): 1998[98]
- Most Improved Player (a legtöbbet fejlődő játékos): 1999[98]
- Az év páros játékosa (Venus Williamsszel): 2000, 2009
- Player of the Year (az év játékosa, WTA): 2002, 2008, 2009, 2012, 2013, 2014[98]
- Comeback Player of the Year (az év visszatérő játékosa): 2004[98]
- Az év sportolója (Nemzetközi Sportújságíró Szövetség, AIPS) (2017)[99]
- Laureus-díj: 2000, 2003, 2010, 2016 és 2018 "Az év női sportolója", 2007: "Az év visszatérője"

## Videók listája
- ↑ Videó (1):  Serena Williams vs Martina Hingis (US Open Final 1999). YouTube, 2010. október 9. (Hozzáférés: 2012. október 9.)
- ↑ Videó (2):  Serena Williams vs Venus Williams (French Open 2002 Final). YouTube, 2008. február 2. (Hozzáférés: 2012. március 15.)
- ↑ Videó (3):  Serena Williams vs Venus Williams (Wimbledon 2002 Final). YouTube, 2010. november 25. (Hozzáférés: 2012. március 15.)
- ↑ Videó (4):  Serena Williams vs Venus Williams (US Open 2002 Final). YouTube, 2011. augusztus 26. (Hozzáférés: 2012. március 15.)
- ↑ Videó (5):  Serena Williams vs Venus Williams (Australian Open 2003 Final). YouTube, 2011. december 15. (Hozzáférés: 2012. március 15.)
- ↑ Videó (6):  Serena Williams vs Venus Williams (Wimbledon 2003 Final). YouTube, 2011. október 6. (Hozzáférés: 2012. március 15.)
- ↑ Videó (7):  Serena Williams vs Marija Sarapova (Australian Open 2005 Final). YouTube, 2011. július 12. (Hozzáférés: 2012. március 15.)
- ↑ Videó (8):  Serena Williams vs Marija Sarapova (Australian Open 2007 Final). YouTube, 2009. augusztus 11. (Hozzáférés: 2012. március 15.)
- ↑ Videó (9):  Serena Williams vs Jelena Jankovic (US Open 2008 Final). YouTube, 2011. szeptember 23. (Hozzáférés: 2012. március 15.)
- ↑ Videó (10):  Serena Williams vs Dinara Safina (Australian Open 2009 Final). YouTube, 2012. január 20. (Hozzáférés: 2012. március 15.)
- ↑ Videó (11):  Serena Williams vs Venus Williams (Wimbledon 2009 Final). YouTube, 2010. május 14. (Hozzáférés: 2012. március 15.)
- ↑ Videó (12):  Serena Williams vs Justine Henin (Australian Open 2010 Final). YouTube, 2011. december 5. (Hozzáférés: 2012. március 15.)
- ↑ Videó (13):  Serena Williams vs Vera Zvonarjova (Wimbledon 2010 Final). YouTube, 2011. július 12. (Hozzáférés: 2012. március 15.)
- ↑ Videó (14):  Serena Williams vs Agnieszka Radwanska (Wimbledon 2012 Final). YouTube, 2012. július 7. (Hozzáférés: 2012. július 9.)
- ↑ Videó (15):  Serena Williams vs Marija Sarapova (London 2012 Olympic Games Final). YouTube, 2012. augusztus 4. (Hozzáférés: 2012. szeptember 29.)
- ↑ Videó (16):  Serena Williams vs Marija Sarapova (London 2012 Olympic Games Final full replay). YouTube, 2012. augusztus 4. (Hozzáférés: 2012. szeptember 29.)
- ↑ Videó (17):  Serena Williams vs Viktorija Azaranka (US Open 2012 Final). YouTube, 2012. szeptember 10. (Hozzáférés: 2012. szeptember 29.)